# Nuraghi della provincia del Sud Sardegna
I nuraghi della provincia del Sud Sardegna:

## Nuraghi
| Nome                                    | Comune               | Coordinate           | Mappa | Tipo                     |
| --------------------------------------- | -------------------- | -------------------- | ----- | ------------------------ |
| nuraghe Baccu Arru                      | Carbonia             | 39.17364°N 8.5467°E  | Mappa | nuraghe monotorre        |
| nuraghe Barbusi                         | Carbonia             | 39.20271°N 8.5023°E  | Mappa | nuraghe monotorre        |
| nuraghe Lallai                          | Carbonia             | 39.1862°N 8.49079°E  | Mappa | nuraghe monotorre        |
| nuraghe Mianu                           | Carbonia             | 39.19936°N 8.59886°E | Mappa | nuraghe monotorre        |
| nuraghe Monte Perda                     | Carbonia             | 39.16162°N 8.57897°E | Mappa | nuraghe monotorre        |
| nuraghe Monte Sirai                     | Carbonia             | 39.17783°N 8.48898°E | Mappa | nuraghe monotorre        |
| nuraghe Nuraxieddu                      | Carbonia             | 39.17135°N 8.49017°E | Mappa | nuraghe monotorre        |
| nuraghe Pirosu                          | Carbonia             | 39.19996°N 8.53932°E | Mappa | nuraghe monotorre        |
| nuraghe sa Craba                        | Carbonia             | 39.19561°N 8.51507°E | Mappa | nuraghe monotorre        |
| nuraghe sa Gruxitta                     | Carbonia             | 39.14703°N 8.54178°E | Mappa | nuraghe monotorre        |
| nuraghe su Conti                        | Carbonia             | 39.1621°N 8.56827°E  | Mappa | nuraghe monotorre        |
| nuraghe Terra Niedda                    | Carbonia             | 39.18045°N 8.48175°E | Mappa | nuraghe monotorre        |
| nuraghe Brugnitta                       | Giba                 | 39.07989°N 8.59157°E | Mappa | nuraghe monotorre        |
| nuraghe di Campumari                    | Gonnesa              | 39.30292°N 8.44158°E | Mappa | nuraghe monotorre        |
| nuraghe Punta sa Intilla                | Gonnesa              | 39.25927°N 8.42999°E | Mappa | nuraghe monotorre        |
| nuraghe sa Turritta                     | Gonnesa              | 39.24563°N 8.43969°E | Mappa | nuraghe monotorre        |
| nuraghe Serra Nuraxi                    | Gonnesa              | 39.26431°N 8.46364°E | Mappa | nuraghe monotorre        |
| nuraghe Medau Mannu                     | Iglesias             | 39.26841°N 8.59536°E | Mappa | nuraghe monotorre        |
| nuraghe Cuccuru 'e Fruccas              | Musei                | 39.28863°N 8.67153°E | Mappa | nuraghe monotorre        |
| nuraghe Cuccuru 'e sa Funtana           | Musei                | 39.30571°N 8.69488°E | Mappa | nuraghe monotorre        |
| nuraghe su Nuraxi 'e su Gunventu        | San Giovanni Suergiu | 39.09561°N 8.52603°E | Mappa | nuraghe monotorre        |
| nuraghe Nuraxeddu                       | Seulo                | 39.85922°N 9.23306°E | Mappa | nuraghe monotorre        |
| nuraghe Pauli                           | Seulo                | 39.86212°N 9.23013°E | Mappa | nuraghe monotorre        |
| nuraghe Cuccu                           | Tratalias            | 39.12097°N 8.57907°E | Mappa | nuraghe monotorre        |
| nuraghe Bruncu Picconi                  | Tuili                | 39.67845°N 8.95115°E | Mappa | nuraghe monotorre        |
| nuraghe Monte Leonaxi                   | Tuili                | 39.69368°N 8.94596°E | Mappa | nuraghe monotorre        |
| nuraghe Nuridda                         | Tuili                | 39.73534°N 8.9579°E  | Mappa | nuraghe monotorre        |
| nuraghe Santa Luisa                     | Tuili                | 39.73129°N 8.9728°E  | Mappa | nuraghe monotorre        |
| nuraghe Santa Tecla                     | Tuili                | 39.71849°N 8.96992°E | Mappa | nuraghe monotorre        |
| nuraghe Santu Liori                     | Tuili                | 39.71777°N 8.9479°E  | Mappa | nuraghe monotorre        |
| nuraghe Tuturuddu                       | Tuili                | 39.73687°N 8.96568°E | Mappa | nuraghe monotorre        |
| nuraghe Saduru                          | Turri                | 39.71657°N 8.91141°E | Mappa | nuraghe monotorre        |
| nuraghe Sirissi                         | Turri                | 39.68176°N 8.93348°E | Mappa | nuraghe monotorre        |
| nuraghe Is Mocci                        | Villaperuccio        | 39.10067°N 8.65057°E | Mappa | nuraghe monotorre        |
| nuraghe Cugui                           | Arbus                | 39.52228°N 8.5801°E  | Mappa | nuraghe polilobato       |
| nuraghe is Cabis                        | Arbus                | 39.7259°N 8.48337°E  | Mappa | nuraghe polilobato       |
| nuraghe Narocci                         | Arbus                | 39.48322°N 8.43403°E | Mappa | nuraghe polilobato       |
| nuraghe Punta sa Rana                   | Arbus                | 39.69574°N 8.51576°E | Mappa | nuraghe polilobato       |
| nuraghe Corru Arenas                    | Ballao               | 39.56371°N 9.34332°E | Mappa | nuraghe polilobato       |
| nuraghe Pallaxius                       | Ballao               | 39.57749°N 9.32282°E | Mappa | nuraghe polilobato       |
| nuraghe Saccui                          | Ballao               | 39.57339°N 9.34062°E | Mappa | nuraghe polilobato       |
| nuraghe su Coronellu                    | Ballao               | 39.56231°N 9.33532°E | Mappa | nuraghe polilobato       |
| nuraghe Monte Uda                       | Barrali              | 39.48402°N 9.12171°E | Mappa | nuraghe polilobato       |
| nuraghe Sant'Esu                        | Barrali              | 39.46861°N 9.08635°E | Mappa | nuraghe polilobato       |
| nuraghe Bruncu 'e Topis                 | Barumini             | 39.68431°N 9.01318°E | Mappa | nuraghe polilobato       |
| nuraghe 'e Cresia                       | Barumini             | 39.70284°N 8.9998°E  | Mappa | nuraghe polilobato       |
| nuraghe Massenti                        | Barumini             | 39.72078°N 8.99275°E | Mappa | nuraghe polilobato       |
| nuraghe Perdedu                         | Barumini             | 39.67176°N 9.0126°E  | Mappa | nuraghe polilobato       |
| nuraghe sa Zeppara                      | Barumini             | 39.67362°N 9.03835°E | Mappa | nuraghe polilobato       |
| nuraghe Santu Luxiori                   | Barumini             | 39.70682°N 9.02863°E | Mappa | nuraghe polilobato       |
| nuraghe Simone                          | Barumini             | 39.70945°N 9.03398°E | Mappa | nuraghe polilobato       |
| nuraghe su Nuraxi                       | Barumini             | 39.70594°N 8.99068°E | Mappa | nuraghe polilobato       |
| nuraghe Urru                            | Barumini             | 39.68602°N 9.02253°E | Mappa | nuraghe polilobato       |
| nuraghe Paristeris                      | Carbonia             | 39.16509°N 8.5442°E  | Mappa | nuraghe polilobato       |
| nuraghe Piliu                           | Carbonia             | 39.17078°N 8.47656°E | Mappa | nuraghe polilobato       |
| nuraghe Serbariu di Sopra               | Carbonia             | 39.15568°N 8.5644°E  | Mappa | nuraghe polilobato       |
| nuraghe Sirai                           | Carbonia             | 39.16989°N 8.49604°E | Mappa | nuraghe polilobato       |
| nuraghe s'Omu 'e s'Orcu                 | Castiadas            | 39.23116°N 9.56144°E | Mappa | nuraghe polilobato       |
| nuraghe Concali                         | Collinas             | 39.6575°N 8.84344°E  | Mappa | nuraghe polilobato       |
| nuraghe Corti Marini                    | Collinas             | 39.64755°N 8.86809°E | Mappa | nuraghe polilobato       |
| nuraghe s'Orcu                          | Collinas             | 39.66078°N 8.81757°E | Mappa | nuraghe polilobato       |
| nuraghe su Casteddu de Fanaris          | Decimoputzu          | 39.34459°N 8.83896°E | Mappa | nuraghe polilobato       |
| nuraghe sa Domu de s'Orcu               | Dolianova            | 39.42188°N 9.2281°E  | Mappa | nuraghe polilobato       |
| nuraghe Sant'Uanni                      | Dolianova            | 39.3924°N 9.18401°E  | Mappa | nuraghe polilobato       |
| nuraghe Tanca Predi Fadda               | Dolianova            | 39.38513°N 9.22143°E | Mappa | nuraghe polilobato       |
| nuraghe Domu 'e s'Orcu                  | Domusnovas           | 39.32388°N 8.64014°E | Mappa | nuraghe polilobato       |
| nuraghe Montruxius                      | Donori               | 39.46976°N 9.13764°E | Mappa | nuraghe polilobato       |
| nuraghe Mannu                           | Escolca              | 39.65695°N 9.06907°E | Mappa | nuraghe polilobato       |
| nuraghe Furca Eccia                     | Esterzili            | 39.78373°N 9.27716°E | Mappa | nuraghe polilobato       |
| nuraghe San Sebastiano                  | Esterzili            | 39.77707°N 9.27036°E | Mappa | nuraghe polilobato       |
| nuraghe Perda Zoccu                     | Furtei               | 39.58335°N 8.95078°E | Mappa | nuraghe polilobato       |
| nuraghe sa Conca Manna                  | Furtei               | 39.53075°N 8.93878°E | Mappa | nuraghe polilobato       |
| nuraghe Biriu                           | Genoni               | 39.81603°N 8.99097°E | Mappa | nuraghe polilobato       |
| nuraghe Monte Santu Antine              | Genoni               | 39.80072°N 9.00259°E | Mappa | nuraghe polilobato       |
| nuraghe San Marco                       | Genuri               | 39.74381°N 8.92706°E | Mappa | nuraghe polilobato       |
| nuraghe Aureddus                        | Gergei               | 39.68251°N 9.09852°E | Mappa | nuraghe polilobato       |
| nuraghe Cecilia                         | Gergei               | 39.69752°N 9.06982°E | Mappa | nuraghe polilobato       |
| nuraghe Peddis                          | Gergei               | 39.67411°N 9.08251°E | Mappa | nuraghe polilobato       |
| nuraghe Ruineri                         | Gergei               | 39.68265°N 9.07867°E | Mappa | nuraghe polilobato       |
| nuraghe Santa Marta                     | Gergei               | 39.69119°N 9.10417°E | Mappa | nuraghe polilobato       |
| nuraghe Nuratzolu                       | Gesico               | 39.63115°N 9.08727°E | Mappa | nuraghe polilobato       |
| nuraghe San Sebastiano                  | Gesico               | 39.61714°N 9.10811°E | Mappa | nuraghe polilobato       |
| nuraghe Su Covunu                       | Gesico               | 39.62366°N 9.07831°E | Mappa | nuraghe polilobato       |
| nuraghe Bingia 'e Crobus                | Gesturi              | 39.74356°N 9.05559°E | Mappa | nuraghe polilobato       |
| nuraghe Bruncu de Tana                  | Gesturi              | 39.72455°N 9.03755°E | Mappa | nuraghe polilobato       |
| nuraghe Bruncu Peppi Pinna              | Gesturi              | 39.75257°N 9.02987°E | Mappa | nuraghe polilobato       |
| nuraghe Cuccuru Ruinas                  | Gesturi              | 39.72462°N 9.00476°E | Mappa | nuraghe polilobato       |
| nuraghe Nuraceddeu                      | Gesturi              | 39.72009°N 9.02191°E | Mappa | nuraghe polilobato       |
| nuraghe Pranu 'e Mendola                | Gesturi              | 39.7211°N 9.05389°E  | Mappa | nuraghe polilobato       |
| nuraghe Scusorgiu                       | Gesturi              | 39.71106°N 9.05329°E | Mappa | nuraghe polilobato       |
| nuraghe Sollargiu                       | Gesturi              | 39.72316°N 9.02758°E | Mappa | nuraghe polilobato       |
| nuraghe Utturu Antoni                   | Gesturi              | 39.708°N 9.0389°E    | Mappa | nuraghe polilobato       |
| nuraghe de Villarios                    | Giba                 | 39.05729°N 8.57579°E | Mappa | nuraghe polilobato       |
| nuraghe Rubiu                           | Giba                 | 39.08191°N 8.58508°E | Mappa | nuraghe polilobato       |
| nuraghe Terra Domu Nova                 | Giba                 | 39.06398°N 8.62351°E | Mappa | nuraghe polilobato       |
| nuraghe Perdu Cucca                     | Goni                 | 39.55636°N 9.28219°E | Mappa | nuraghe polilobato       |
| nuraghe de is Arenas                    | Gonnesa              | 39.22438°N 8.43996°E | Mappa | nuraghe polilobato       |
| nuraghe Ghilotta                        | Gonnesa              | 39.23008°N 8.41757°E | Mappa | nuraghe polilobato       |
| nuraghe Moru Nieddu                     | Gonnesa              | 39.24005°N 8.45067°E | Mappa | nuraghe polilobato       |
| nuraghe Muromoi                         | Gonnesa              | 39.23342°N 8.44704°E | Mappa | nuraghe polilobato       |
| nuraghe Murru Moi                       | Gonnesa              | 39.23656°N 8.45222°E | Mappa | nuraghe polilobato       |
| nuraghe Nuraxi Figus                    | Gonnesa              | 39.22454°N 8.43355°E | Mappa | nuraghe polilobato       |
| nuraghe Perdaias Mannas                 | Gonnesa              | 39.25995°N 8.41676°E | Mappa | nuraghe polilobato       |
| nuraghe Serbegi                         | Gonnesa              | 39.24813°N 8.43797°E | Mappa | nuraghe polilobato       |
| nuraghe Seruci                          | Gonnesa              | 39.2491°N 8.42467°E  | Mappa | nuraghe polilobato       |
| nuraghe su Arci                         | Gonnesa              | 39.24848°N 8.40494°E | Mappa | nuraghe polilobato       |
| nuraghe Barru                           | Guamaggiore          | 39.59701°N 9.04695°E | Mappa | nuraghe polilobato       |
| nuraghe Sa Cotti de su Corr'e Campu     | Guasila              | 39.52179°N 9.04656°E | Mappa | nuraghe polilobato       |
| nuraghe Santa Giusta                    | Guasila              | 39.59342°N 9.03469°E | Mappa | nuraghe polilobato       |
| nuraghe Arrosu                          | Guspini              | 39.51642°N 8.63791°E | Mappa | nuraghe polilobato       |
| nuraghe Casa Tuveri                     | Guspini              | 39.6158°N 8.59843°E  | Mappa | nuraghe polilobato       |
| nuraghe Crabili                         | Guspini              | 39.65672°N 8.5767°E  | Mappa | nuraghe polilobato       |
| nuraghe Mattiane                        | Guspini              | 39.65874°N 8.60534°E | Mappa | nuraghe polilobato       |
| nuraghe Melas                           | Guspini              | 39.60833°N 8.65224°E | Mappa | nuraghe polilobato       |
| nuraghe Peddis                          | Guspini              | 39.63848°N 8.57912°E | Mappa | nuraghe polilobato       |
| nuraghe Peppi Tzappus                   | Guspini              | 39.67364°N 8.58335°E | Mappa | nuraghe polilobato       |
| nuraghe Santa Sofia                     | Guspini              | 39.64069°N 8.59838°E | Mappa | nuraghe polilobato       |
| nuraghe Saurecci                        | Guspini              | 39.60263°N 8.62948°E | Mappa | nuraghe polilobato       |
| nuraghe su Bruncu e s'Orcu              | Guspini              | 39.62636°N 8.61967°E | Mappa | nuraghe polilobato       |
| nuraghe Terra Moi                       | Guspini              | 39.61267°N 8.57613°E | Mappa | nuraghe polilobato       |
| nuraghe Urralidi                        | Guspini              | 39.58769°N 8.65166°E | Mappa | nuraghe polilobato       |
| nuraghe Angusa                          | Isili                | 39.74106°N 9.12346°E | Mappa | nuraghe polilobato       |
| nuraghe Antini                          | Isili                | 39.75193°N 9.16332°E | Mappa | nuraghe polilobato       |
| nuraghe Asusa                           | Isili                | 39.7406°N 9.11577°E  | Mappa | nuraghe polilobato       |
| nuraghe Atzinarra                       | Isili                | 39.75007°N 9.14611°E | Mappa | nuraghe polilobato       |
| nuraghe Chistingionis                   | Isili                | 39.7542°N 9.12008°E  | Mappa | nuraghe polilobato       |
| nuraghe Crastu                          | Isili                | 39.72867°N 9.12587°E | Mappa | nuraghe polilobato       |
| nuraghe Eroxi                           | Isili                | 39.7768°N 9.10782°E  | Mappa | nuraghe polilobato       |
| nuraghe is Casteddus                    | Isili                | 39.7742°N 9.12972°E  | Mappa | nuraghe polilobato       |
| nuraghe is Paras                        | Isili                | 39.74866°N 9.10741°E | Mappa | nuraghe polilobato       |
| nuraghe Longu                           | Isili                | 39.74717°N 9.15428°E | Mappa | nuraghe polilobato       |
| nuraghe Masoni 'e Proccus               | Isili                | 39.74563°N 9.12268°E | Mappa | nuraghe polilobato       |
| nuraghe Maunus                          | Isili                | 39.74053°N 9.13322°E | Mappa | nuraghe polilobato       |
| nuraghe Minda Maiori                    | Isili                | 39.72995°N 9.15579°E | Mappa | nuraghe polilobato       |
| nuraghe Molas                           | Isili                | 39.74242°N 9.15642°E | Mappa | nuraghe polilobato       |
| nuraghe Pardussana                      | Isili                | 39.76993°N 9.14212°E | Mappa | nuraghe polilobato       |
| nuraghe Perdosu                         | Isili                | 39.73909°N 9.14044°E | Mappa | nuraghe polilobato       |
| nuraghe Pizzu Mannu                     | Isili                | 39.76421°N 9.15394°E | Mappa | nuraghe polilobato       |
| nuraghe Pizzu Runcu                     | Isili                | 39.75371°N 9.13343°E | Mappa | nuraghe polilobato       |
| nuraghe Prani Ollas                     | Isili                | 39.76212°N 9.14803°E | Mappa | nuraghe polilobato       |
| nuraghe Ruina Franca                    | Isili                | 39.73133°N 9.13556°E | Mappa | nuraghe polilobato       |
| nuraghe sa Mandara                      | Isili                | 39.73212°N 9.09246°E | Mappa | nuraghe polilobato       |
| nuraghe sa Musera                       | Isili                | 39.72645°N 9.12914°E | Mappa | nuraghe polilobato       |
| nuraghe Sant'Antoni                     | Isili                | 39.76618°N 9.16051°E | Mappa | nuraghe polilobato       |
| nuraghe su Pardosu                      | Isili                | 39.76749°N 9.12485°E | Mappa | nuraghe polilobato       |
| nuraghe Bruncu Forru                    | Las Plassas          | 39.66967°N 9.00489°E | Mappa | nuraghe polilobato       |
| nuraghe Etzi                            | Las Plassas          | 39.66983°N 8.95643°E | Mappa | nuraghe polilobato       |
| nuraghe Mariga                          | Las Plassas          | 39.66958°N 8.99868°E | Mappa | nuraghe polilobato       |
| nuraghe s'Uraxi                         | Las Plassas          | 39.6664°N 8.96339°E  | Mappa | nuraghe polilobato       |
| nuraghe Bruncu Giniu                    | Lunamatrona          | 39.62916°N 8.91389°E | Mappa | nuraghe polilobato       |
| nuraghe Pitzu Cummu                     | Lunamatrona          | 39.64725°N 8.89304°E | Mappa | nuraghe polilobato       |
| nuraghe sa Lopera                       | Lunamatrona          | 39.6243°N 8.89025°E  | Mappa | nuraghe polilobato       |
| nuraghe su Concali                      | Lunamatrona          | 39.65893°N 8.873°E   | Mappa | nuraghe polilobato       |
| nuraghe Cuccuru Perdixi                 | Mandas               | 39.67533°N 9.11949°E | Mappa | nuraghe polilobato       |
| nuraghe Murtas                          | Mandas               | 39.64883°N 9.1025°E  | Mappa | nuraghe polilobato       |
| nuraghe Santa Barbara                   | Mandas               | 39.66644°N 9.12365°E | Mappa | nuraghe polilobato       |
| nuraghe su Angiu                        | Mandas               | 39.61656°N 9.14219°E | Mappa | nuraghe polilobato       |
| nuraghe Arramini                        | Masainas             | 39.04461°N 8.64392°E | Mappa | nuraghe polilobato       |
| nuraghe Acqua Seccis                    | Muravera             | 39.38251°N 9.58428°E | Mappa | nuraghe polilobato       |
| nuraghe Don Giovanni                    | Muravera             | 39.31117°N 9.60356°E | Mappa | nuraghe polilobato       |
| nuraghe Figu Niedda                     | Muravera             | 39.30238°N 9.52894°E | Mappa | nuraghe polilobato       |
| nuraghe Mannu                           | Muravera             | 39.29614°N 9.57236°E | Mappa | nuraghe polilobato       |
| nuraghe Murtas                          | Muravera             | 39.40656°N 9.60287°E | Mappa | nuraghe polilobato       |
| nuraghe Piscareddu                      | Muravera             | 39.29711°N 9.58452°E | Mappa | nuraghe polilobato       |
| nuraghe Portu Pirastu                   | Muravera             | 39.29435°N 9.61223°E | Mappa | nuraghe polilobato       |
| nuraghe Tersilia                        | Muravera             | 39.24338°N 9.56851°E | Mappa | nuraghe polilobato       |
| nuraghe Cotti de is Proccus             | Musei                | 39.29779°N 8.70516°E | Mappa | nuraghe polilobato       |
| nuraghe Santu Milanu                    | Nuragus              | 39.77561°N 9.05741°E | Mappa | nuraghe polilobato       |
| nuraghe Valenza                         | Nuragus              | 39.78317°N 9.05606°E | Mappa | nuraghe polilobato       |
| nuraghe Poiolu                          | Nurallao             | 39.78688°N 9.11121°E | Mappa | nuraghe polilobato       |
| nuraghe sa Cungiadura                   | Nurallao             | 39.7918°N 9.09833°E  | Mappa | nuraghe polilobato       |
| nuraghe Monte Leonaxi                   | Nuraminis            | 39.46615°N 9.00417°E | Mappa | nuraghe polilobato       |
| nuraghe Monte Matta Murronis            | Nuraminis            | 39.45328°N 9.01466°E | Mappa | nuraghe polilobato       |
| nuraghe Nuraxi                          | Nuraminis            | 39.45333°N 9.04606°E | Mappa | nuraghe polilobato       |
| nuraghe Segavenu                        | Nuraminis            | 39.4397°N 9.04963°E  | Mappa | nuraghe polilobato       |
| nuraghe Serra Cannigas                  | Nuraminis            | 39.46659°N 9.01706°E | Mappa | nuraghe polilobato       |
| nuraghe Arriu Pranumuru                 | Nurri                | 39.70996°N 9.26436°E | Mappa | nuraghe polilobato       |
| nuraghe Corti Ollastu                   | Nurri                | 39.7465°N 9.19425°E  | Mappa | nuraghe polilobato       |
| nuraghe Curreli                         | Nurri                | 39.69115°N 9.17832°E | Mappa | nuraghe polilobato       |
| nuraghe Gurti Acqua                     | Nurri                | 39.71939°N 9.24766°E | Mappa | nuraghe polilobato       |
| nuraghe is Cangialis                    | Nurri                | 39.74596°N 9.22121°E | Mappa | nuraghe polilobato       |
| nuraghe Luas                            | Nurri                | 39.69733°N 9.2808°E  | Mappa | nuraghe polilobato       |
| nuraghe San Accuzzadorgiu               | Nurri                | 39.73776°N 9.19691°E | Mappa | nuraghe polilobato       |
| nuraghe Santu Pedru                     | Nurri                | 39.72885°N 9.20397°E | Mappa | nuraghe polilobato       |
| nuraghe Sardaiara                       | Nurri                | 39.71001°N 9.22952°E | Mappa | nuraghe polilobato       |
| nuraghe Stessei                         | Nurri                | 39.69396°N 9.29394°E | Mappa | nuraghe polilobato       |
| nuraghe Sutta Corongiu                  | Nurri                | 39.72567°N 9.2401°E  | Mappa | nuraghe polilobato       |
| nuraghe Tacquara                        | Nurri                | 39.7041°N 9.17617°E  | Mappa | nuraghe polilobato       |
| nuraghe Affogau                         | Orroli               | 39.64577°N 9.24675°E | Mappa | nuraghe polilobato       |
| nuraghe Arrubiu                         | Orroli               | 39.6622°N 9.29773°E  | Mappa | nuraghe polilobato       |
| nuraghe Carcina                         | Orroli               | 39.68209°N 9.26962°E | Mappa | nuraghe polilobato       |
| nuraghe Crocoriga                       | Orroli               | 39.62885°N 9.2751°E  | Mappa | nuraghe polilobato       |
| nuraghe Martingiana                     | Orroli               | 39.68458°N 9.23503°E | Mappa | nuraghe polilobato       |
| nuraghe Perda Inferrada                 | Orroli               | 39.64519°N 9.19356°E | Mappa | nuraghe polilobato       |
| nuraghe Perda Taulla                    | Orroli               | 39.67967°N 9.23409°E | Mappa | nuraghe polilobato       |
| nuraghe sa Serra                        | Orroli               | 39.68612°N 9.24965°E | Mappa | nuraghe polilobato       |
| nuraghe San Nicola                      | Orroli               | 39.6966°N 9.24817°E  | Mappa | nuraghe polilobato       |
| nuraghe su Motti                        | Orroli               | 39.7015°N 9.25474°E  | Mappa | nuraghe polilobato       |
| nuraghe Taccu 'e Idda                   | Orroli               | 39.69082°N 9.26029°E | Mappa | nuraghe polilobato       |
| nuraghe Taccu Piccinnu                  | Orroli               | 39.64177°N 9.29033°E | Mappa | nuraghe polilobato       |
| nuraghe Sioccu                          | Ortacesus            | 39.52429°N 9.05289°E | Mappa | nuraghe polilobato       |
| nuraghe Fenu                            | Pabillonis           | 39.60598°N 8.7449°E  | Mappa | nuraghe polilobato       |
| nuraghe Santu Sciori                    | Pabillonis           | 39.63238°N 8.71135°E | Mappa | nuraghe polilobato       |
| nuraghe Bruncu Mannu                    | Pauli Arbarei        | 39.6617°N 8.94278°E  | Mappa | nuraghe polilobato       |
| nuraghe Bruncu sa Figu                  | Pauli Arbarei        | 39.64421°N 8.94477°E | Mappa | nuraghe polilobato       |
| nuraghe Mollargiu II                    | Pauli Arbarei        | 39.66658°N 8.95457°E | Mappa | nuraghe polilobato       |
| nuraghe Istria                          | Sadali               | 39.81048°N 9.24642°E | Mappa | nuraghe polilobato       |
| nuraghe Cuccuru sa Uga                  | Samassi              | 39.47049°N 8.92298°E | Mappa | nuraghe polilobato       |
| nuraghe Bruncu Maurreddu                | Samatzai             | 39.51267°N 9.0412°E  | Mappa | nuraghe polilobato       |
| nuraghe di Samatzai                     | Samatzai             | 39.49712°N 9.02499°E | Mappa | nuraghe polilobato       |
| nuraghe sa Pinnetta                     | Samatzai             | 39.47467°N 9.03819°E | Mappa | nuraghe polilobato       |
| nuraghe Bruncu Pei Cani                 | San Basilio          | 39.51908°N 9.24557°E | Mappa | nuraghe polilobato       |
| nuraghe Cuccuru Nuraxi Agus             | San Basilio          | 39.49996°N 9.16551°E | Mappa | nuraghe polilobato       |
| nuraghe Nuraxi Scrocca                  | San Gavino Monreale  | 39.58297°N 8.78639°E | Mappa | nuraghe polilobato       |
| nuraghe Candelargiu                     | San Giovanni Suergiu | 39.09931°N 8.54589°E | Mappa | nuraghe polilobato       |
| nuraghe su Crabili                      | San Sperate          | 39.37655°N 9.00991°E | Mappa | nuraghe polilobato       |
| nuraghe Basoru                          | San Vito             | 39.36848°N 9.53151°E | Mappa | nuraghe polilobato       |
| nuraghe Miura                           | San Vito             | 39.51282°N 9.59057°E | Mappa | nuraghe polilobato       |
| nuraghe Corti sa Perda                  | Sanluri              | 39.60268°N 8.91868°E | Mappa | nuraghe polilobato       |
| nuraghe Geni                            | Sanluri              | 39.59535°N 8.93916°E | Mappa | nuraghe polilobato       |
| nuraghe is Collus                       | Santadi              | 39.09807°N 8.69943°E | Mappa | nuraghe polilobato       |
| nuraghe Bruncu s'Ollastu                | Sant'Andrea Frius    | 39.46701°N 9.16496°E | Mappa | nuraghe polilobato       |
| nuraghe Arresi                          | Sant'Anna Arresi     | 39.0067°N 8.64063°E  | Mappa | nuraghe polilobato       |
| nuraghe Arbici                          | Sardara              | 39.60779°N 8.85984°E | Mappa | nuraghe polilobato       |
| nuraghe Axiurridu                       | Sardara              | 39.62223°N 8.80509°E | Mappa | nuraghe polilobato       |
| nuraghe Barumeli                        | Sardara              | 39.63107°N 8.80724°E | Mappa | nuraghe polilobato       |
| nuraghe Camparriga                      | Sardara              | 39.62522°N 8.82468°E | Mappa | nuraghe polilobato       |
| nuraghe Colombus                        | Sardara              | 39.63083°N 8.82001°E | Mappa | nuraghe polilobato       |
| nuraghe Nuratteddu                      | Sardara              | 39.59952°N 8.85132°E | Mappa | nuraghe polilobato       |
| nuraghe Ortu Comidu                     | Sardara              | 39.58968°N 8.84445°E | Mappa | nuraghe polilobato       |
| nuraghe Pramasonis                      | Sardara              | 39.61879°N 8.75453°E | Mappa | nuraghe polilobato       |
| nuraghe Prupaxia                        | Sardara              | 39.6161°N 8.80047°E  | Mappa | nuraghe polilobato       |
| nuraghe sa Perra                        | Sardara              | 39.62265°N 8.79686°E | Mappa | nuraghe polilobato       |
| nuraghe Sant'Antonio                    | Segariu              | 39.56728°N 8.97516°E | Mappa | nuraghe polilobato       |
| nuraghe Santu Sadurru                   | Selegas              | 39.59378°N 9.11444°E | Mappa | nuraghe polilobato       |
| nuraghe Simieri                         | Senorbì              | 39.53544°N 9.11812°E | Mappa | nuraghe polilobato       |
| nuraghe Bruncu Maccioni                 | Serrenti             | 39.51976°N 8.97253°E | Mappa | nuraghe polilobato       |
| nuraghe Bruncu Siliqua                  | Serrenti             | 39.50516°N 8.95059°E | Mappa | nuraghe polilobato       |
| nuraghe Bruncu su Castiu                | Serrenti             | 39.48904°N 8.96495°E | Mappa | nuraghe polilobato       |
| nuraghe Cannedu                         | Serrenti             | 39.51576°N 9.00371°E | Mappa | nuraghe polilobato       |
| nuraghe is Piedadis                     | Serrenti             | 39.49112°N 8.99771°E | Mappa | nuraghe polilobato       |
| nuraghe Monte Crabu                     | Serrenti             | 39.4999°N 8.99509°E  | Mappa | nuraghe polilobato       |
| nuraghe Monte Tellura                   | Serrenti             | 39.52569°N 8.9961°E  | Mappa | nuraghe polilobato       |
| nuraghe Monti Crastu                    | Serrenti             | 39.49956°N 8.9689°E  | Mappa | nuraghe polilobato       |
| nuraghe Oliri I                         | Serrenti             | 39.5192°N 9.00575°E  | Mappa | nuraghe polilobato       |
| nuraghe Oliri II                        | Serrenti             | 39.51948°N 9.00794°E | Mappa | nuraghe polilobato       |
| nuraghe sa Corona                       | Serrenti             | 39.48919°N 9.01206°E | Mappa | nuraghe polilobato       |
| nuraghe sa Lua Mancosa                  | Serrenti             | 39.49517°N 9.00844°E | Mappa | nuraghe polilobato       |
| nuraghe Cuccuru de Zaffaranu            | Serri                | 39.69979°N 9.13989°E | Mappa | nuraghe polilobato       |
| nuraghe Ladumini                        | Serri                | 39.72056°N 9.14907°E | Mappa | nuraghe polilobato       |
| nuraghe Santa Vittoria                  | Serri                | 39.71178°N 9.10182°E | Mappa | nuraghe polilobato       |
| nuraghe s'Uraxi                         | Serri                | 39.70593°N 9.14896°E | Mappa | nuraghe polilobato       |
| nuraghe Trachedali                      | Serri                | 39.72653°N 9.16126°E | Mappa | nuraghe polilobato       |
| nuraghe Bruncu Masonis                  | Setzu                | 39.73203°N 8.93516°E | Mappa | nuraghe polilobato       |
| nuraghe Setzu                           | Setzu                | 39.71683°N 8.92555°E | Mappa | nuraghe polilobato       |
| nuraghe Anulu                           | Seui                 | 39.85378°N 9.37573°E | Mappa | nuraghe polilobato       |
| nuraghe Ardasai                         | Seui                 | 39.89345°N 9.3392°E  | Mappa | nuraghe polilobato       |
| nuraghe s'Illixi Bullau                 | Seui                 | 39.87798°N 9.3437°E  | Mappa | nuraghe polilobato       |
| nuraghe Taccu 'e Ticci                  | Seulo                | 39.85361°N 9.23772°E | Mappa | nuraghe polilobato       |
| nuraghe Conca sa Cresia                 | Siddi                | 39.68522°N 8.87753°E | Mappa | nuraghe polilobato       |
| nuraghe Genna Maiu II                   | Siddi                | 39.66785°N 8.85935°E | Mappa | nuraghe polilobato       |
| nuraghe Pranu Stintu                    | Siddi                | 39.69165°N 8.87605°E | Mappa | nuraghe polilobato       |
| nuraghe sa Fogaia                       | Siddi                | 39.66469°N 8.87712°E | Mappa | nuraghe polilobato       |
| nuraghe su Pardu                        | Siddi                | 39.67631°N 8.86865°E | Mappa | nuraghe polilobato       |
| nuraghe Bruncu Mannu                    | Silius               | 39.51447°N 9.25454°E | Mappa | nuraghe polilobato       |
| nuraghe Bruncu su Carraxiu              | Silius               | 39.55156°N 9.31171°E | Mappa | nuraghe polilobato       |
| nuraghe s'Acqua Frida                   | Silius               | 39.51875°N 9.28307°E | Mappa | nuraghe polilobato       |
| nuraghe Cuccuru de Lossara              | Siurgus Donigala     | 39.55939°N 9.18743°E | Mappa | nuraghe polilobato       |
| nuraghe Planu Furonis                   | Siurgus Donigala     | 39.61046°N 9.15386°E | Mappa | nuraghe polilobato       |
| nuraghe su Nuraxi                       | Siurgus Donigala     | 39.59659°N 9.18185°E | Mappa | nuraghe polilobato       |
| nuraghe Piscu                           | Suelli               | 39.58969°N 9.13078°E | Mappa | nuraghe polilobato       |
| nuraghe Planu Senis                     | Suelli               | 39.60774°N 9.14096°E | Mappa | nuraghe polilobato       |
| nuraghe Serralori                       | Suelli               | 39.5759°N 9.13078°E  | Mappa | nuraghe polilobato       |
| nuraghe Carroccia                       | Tratalias            | 39.08695°N 8.60013°E | Mappa | nuraghe polilobato       |
| nuraghe Meurras                         | Tratalias            | 39.08985°N 8.59014°E | Mappa | nuraghe polilobato       |
| nuraghe Sirimagus                       | Tratalias            | 39.13603°N 8.55509°E | Mappa | nuraghe polilobato       |
| nuraghe Tratalias                       | Tratalias            | 39.10687°N 8.57171°E | Mappa | nuraghe polilobato       |
| nuraghe Perdu Meloni                    | Tuili                | 39.71706°N 8.98826°E | Mappa | nuraghe polilobato       |
| nuraghe Serradeddu                      | Tuili                | 39.67303°N 8.95589°E | Mappa | nuraghe polilobato       |
| nuraghe Turriga                         | Tuili                | 39.70726°N 8.94733°E | Mappa | nuraghe polilobato       |
| nuraghe Cabonu                          | Turri                | 39.69331°N 8.91922°E | Mappa | nuraghe polilobato       |
| nuraghe su Senzu                        | Turri                | 39.67844°N 8.93925°E | Mappa | nuraghe polilobato       |
| nuraghe San Pietro                      | Ussaramanna          | 39.69109°N 8.90565°E | Mappa | nuraghe polilobato       |
| nuraghe su Sensu                        | Ussaramanna          | 39.69757°N 8.87964°E | Mappa | nuraghe polilobato       |
| nuraghe Bidda Scema                     | Villacidro           | 39.41937°N 8.7061°E  | Mappa | nuraghe polilobato       |
| nuraghe Cuccuru Muntoni                 | Villacidro           | 39.43566°N 8.76126°E | Mappa | nuraghe polilobato       |
| nuraghe Is Eremilis                     | Villacidro           | 39.43752°N 8.76514°E | Mappa | nuraghe polilobato       |
| nuraghe su Nuraxi                       | Villacidro           | 39.45051°N 8.76379°E | Mappa | nuraghe polilobato       |
| nuraghe Moru Pintau                     | Villamar             | 39.64618°N 8.96593°E | Mappa | nuraghe polilobato       |
| nuraghe Nureci                          | Villamar             | 39.6132°N 9.01306°E  | Mappa | nuraghe polilobato       |
| nuraghe Perda sa Campana                | Villamar             | 39.64343°N 8.9563°E  | Mappa | nuraghe polilobato       |
| nuraghe sa Guardia                      | Villamar             | 39.63529°N 8.95363°E | Mappa | nuraghe polilobato       |
| nuraghe Sant'Iroxi                      | Villamar             | 39.63546°N 8.97211°E | Mappa | nuraghe polilobato       |
| nuraghe Mont'Exi                        | Villamassargia       | 39.2608°N 8.63645°E  | Mappa | nuraghe polilobato       |
| nuraghe Santu Paulu                     | Villamassargia       | 39.26845°N 8.63422°E | Mappa | nuraghe polilobato       |
| nuraghe Santu Pedru                     | Villamassargia       | 39.27591°N 8.65188°E | Mappa | nuraghe polilobato       |
| nuraghe Adoni                           | Villanova Tulo       | 39.78585°N 9.17329°E | Mappa | nuraghe polilobato       |
| nuraghe Genna Maria                     | Villanovaforru       | 39.63453°N 8.8542°E  | Mappa | nuraghe polilobato       |
| nuraghe Bruncu Friarosu                 | Villanovafranca      | 39.62842°N 9.02165°E | Mappa | nuraghe polilobato       |
| nuraghe Paberi                          | Villanovafranca      | 39.65776°N 9.03175°E | Mappa | nuraghe polilobato       |
| nuraghe Perdu Atzeni                    | Villanovafranca      | 39.62737°N 9.01149°E | Mappa | nuraghe polilobato       |
| nuraghe su Mulinu                       | Villanovafranca      | 39.63441°N 8.99425°E | Mappa | nuraghe polilobato       |
| nuraghe Tuppedili                       | Villanovafranca      | 39.64836°N 9.0295°E  | Mappa | nuraghe polilobato       |
| nuraghe Frassu                          | Villaperuccio        | 39.12467°N 8.62103°E | Mappa | nuraghe polilobato       |
| nuraghe Muentinu                        | Villaperuccio        | 39.12324°N 8.69062°E | Mappa | nuraghe polilobato       |
| nuraghe Munserrau                       | Villaperuccio        | 39.11499°N 8.61155°E | Mappa | nuraghe polilobato       |
| nuraghe Guardia Manna                   | Villaputzu           | 39.54462°N 9.58225°E | Mappa | nuraghe polilobato       |
| nuraghe Monte Arrubiu                   | Villaputzu           | 39.5523°N 9.63435°E  | Mappa | nuraghe polilobato       |
| nuraghe Monte del Castello di Quirra II | Villaputzu           | 39.52704°N 9.59832°E | Mappa | nuraghe polilobato       |
| nuraghe sa Pudda                        | Villaputzu           | 39.53959°N 9.58835°E | Mappa | nuraghe polilobato       |
| nuraghe Carronca Simoi                  | Villasor             | 39.3949°N 8.81355°E  | Mappa | nuraghe polilobato       |
| nuraghe Monte Zippiri                   | Villasor             | 39.40451°N 8.80784°E | Mappa | nuraghe polilobato       |
| nuraghe Serra Crabas                    | Villasor             | 39.3892°N 8.79822°E  | Mappa | nuraghe polilobato       |
| nuraghe su Sonadori                     | Villasor             | 39.39882°N 8.81361°E | Mappa | nuraghe polilobato       |
| nuraghe Sardaresus                      | Arbus                | 39.70528°N 8.50071°E | Mappa | nuraghe scomparso        |
| nuraghe s'Enna 'e s'Arca II             | Arbus                | 39.71059°N 8.45854°E | Mappa | nuraghe scomparso        |
| nuraghe Nuraxeddu                       | Barrali              | 39.47611°N 9.10753°E | Mappa | nuraghe scomparso        |
| nuraghe Pirixedda                       | Barrali              | 39.48388°N 9.10455°E | Mappa | nuraghe scomparso        |
| nuraghe sa Gruttixedda                  | Barrali              | 39.49084°N 9.10778°E | Mappa | nuraghe scomparso        |
| nuraghe Ruina Puliga                    | Gergei               | 39.68648°N 9.08206°E | Mappa | nuraghe scomparso        |
| nuraghe Arva                            | Gesturi              | 39.73307°N 9.02288°E | Mappa | nuraghe scomparso        |
| nuraghe Matta Eguas                     | Gesturi              | 39.74181°N 9.01403°E | Mappa | nuraghe scomparso        |
| nuraghe Nennimura                       | Gesturi              | 39.73901°N 9.01511°E | Mappa | nuraghe scomparso        |
| nuraghe Mogoresu                        | Gonnesa              | 39.26219°N 8.4417°E  | Mappa | nuraghe scomparso        |
| nuraghe Santa Maria Maddalena           | Guamaggiore          | 39.56763°N 9.07104°E | Mappa | nuraghe scomparso        |
| nuraghe Corti Giuanni 'Oi               | Isili                | 39.77714°N 9.13652°E | Mappa | nuraghe scomparso        |
| nuraghe Cracaxi                         | Isili                | 39.73372°N 9.15142°E | Mappa | nuraghe scomparso        |
| nuraghe Las Plassas                     | Las Plassas          | 39.68276°N 8.97954°E | Mappa | nuraghe scomparso        |
| nuraghe su Nuraxi Santa Lucia           | Muravera             | 39.41744°N 9.58105°E | Mappa | nuraghe scomparso        |
| nuraghe Acqua Sassa                     | Pabillonis           | 39.64403°N 8.69485°E | Mappa | nuraghe scomparso        |
| nuraghe Domu 'e Campu                   | Pabillonis           | 39.60331°N 8.70098°E | Mappa | nuraghe scomparso        |
| nuraghe Sa Fronta                       | Pabillonis           | 39.60818°N 8.7262°E  | Mappa | nuraghe scomparso        |
| nuraghe Surbiu                          | Pabillonis           | 39.58792°N 8.73592°E | Mappa | nuraghe scomparso        |
| nuraghe su Talloraxiu                   | Pimentel             | 39.48713°N 9.05882°E | Mappa | nuraghe scomparso        |
| nuraghe Procedda                        | San Gavino Monreale  | 39.51264°N 8.78133°E | Mappa | nuraghe scomparso        |
| nuraghe Margiani Pubusa                 | Seui                 | 39.89374°N 9.38434°E | Mappa | nuraghe scomparso        |
| nuraghe Nuraxi Scroxiau                 | Suelli               | 39.56333°N 9.14979°E | Mappa | nuraghe scomparso        |
| nuraghe Bau Espis                       | Arbus                | 39.62031°N 8.48143°E | Mappa | nuraghe non classificato |
| nuraghe Casa Sparedda                   | Arbus                | 39.5588°N 8.51738°E  | Mappa | nuraghe non classificato |
| nuraghe Corru Longu                     | Arbus                | 39.45803°N 8.3838°E  | Mappa | nuraghe non classificato |
| nuraghe Guardia de su Turcu             | Arbus                | 39.44815°N 8.39555°E | Mappa | nuraghe non classificato |
| nuraghe is Concas                       | Arbus                | 39.70093°N 8.49068°E | Mappa | nuraghe non classificato |
| nuraghe Masoni Brandi                   | Arbus                | 39.45793°N 8.39937°E | Mappa | nuraghe non classificato |
| nuraghe Punta su Nuraxi                 | Arbus                | 39.46219°N 8.45127°E | Mappa | nuraghe non classificato |
| nuraghe Cuil 'e Ois                     | Armungia             | 39.51585°N 9.40358°E | Mappa | nuraghe non classificato |
| nuraghe Palas 'e Nuraxi                 | Armungia             | 39.51871°N 9.38875°E | Mappa | nuraghe non classificato |
| nuraghe Perdu Schirru                   | Armungia             | 39.56878°N 9.46501°E | Mappa | nuraghe non classificato |
| nuraghe Siliqua                         | Ballao               | 39.54756°N 9.38007°E | Mappa | nuraghe non classificato |
| nuraghe Tradori                         | Ballao               | 39.56182°N 9.37598°E | Mappa | nuraghe non classificato |
| nuraghe is Guardias                     | Barrali              | 39.48428°N 9.09304°E | Mappa | nuraghe non classificato |
| nuraghe Bruncu Quaddus                  | Barumini             | 39.67793°N 9.02302°E | Mappa | nuraghe non classificato |
| nuraghe Casi Eroni                      | Barumini             | 39.69679°N 9.05182°E | Mappa | nuraghe non classificato |
| nuraghe Monte Miana                     | Barumini             | 39.67898°N 9.02973°E | Mappa | nuraghe non classificato |
| nuraghe Porcedda                        | Barumini             | 39.67051°N 9.0398°E  | Mappa | nuraghe non classificato |
| nuraghe Santa Tecla                     | Barumini             | 39.70339°N 9.00134°E | Mappa | nuraghe non classificato |
| nuraghe Trebedderi                      | Barumini             | 39.68433°N 9.03782°E | Mappa | nuraghe non classificato |
| nuraghe Bruncu Bentosu                  | Burcei               | 39.35016°N 9.35731°E | Mappa | nuraghe non classificato |
| nuraghe Domu de 's Orcu                 | Burcei               | 39.35584°N 9.37979°E | Mappa | nuraghe non classificato |
| nuraghe sa Serra                        | Burcei               | 39.34884°N 9.34573°E | Mappa | nuraghe non classificato |
| nuraghe s'Arcilloni                     | Burcei               | 39.39275°N 9.4392°E  | Mappa | nuraghe non classificato |
| nuraghe Acqua sa Murta                  | Calasetta            | 39.06292°N 8.38292°E | Mappa | nuraghe non classificato |
| nuraghe Bricco delle Piane              | Calasetta            | 39.08741°N 8.36646°E | Mappa | nuraghe non classificato |
| nuraghe Bricco di Ciotti                | Calasetta            | 39.09555°N 8.37249°E | Mappa | nuraghe non classificato |
| nuraghe Bricco Scarperino               | Calasetta            | 39.08049°N 8.37402°E | Mappa | nuraghe non classificato |
| nuraghe Mannu                           | Calasetta            | 39.08552°N 8.41274°E | Mappa | nuraghe non classificato |
| nuraghe Mercureddu                      | Calasetta            | 39.03106°N 8.3687°E  | Mappa | nuraghe non classificato |
| nuraghe s'Ega de Ciredu                 | Calasetta            | 39.04157°N 8.38414°E | Mappa | nuraghe non classificato |
| nuraghe Sisineddu                       | Calasetta            | 39.07978°N 8.38405°E | Mappa | nuraghe non classificato |
| nuraghe Spiaggiagrande                  | Calasetta            | 39.07004°N 8.35498°E | Mappa | nuraghe non classificato |
| nuraghe Cava Barbusi I                  | Carbonia             | 39.20614°N 8.51543°E | Mappa | nuraghe non classificato |
| nuraghe Cava Barbusi II                 | Carbonia             | 39.20634°N 8.51692°E | Mappa | nuraghe non classificato |
| nuraghe Corona Maria                    | Carbonia             | 39.21623°N 8.46081°E | Mappa | nuraghe non classificato |
| nuraghe Ferreris                        | Carbonia             | 39.1672°N 8.58996°E  | Mappa | nuraghe non classificato |
| nuraghe Loddi                           | Carbonia             | 39.15598°N 8.55195°E | Mappa | nuraghe non classificato |
| nuraghe Medau Garia                     | Carbonia             | 39.15411°N 8.56039°E | Mappa | nuraghe non classificato |
| nuraghe Mitzotus                        | Carbonia             | 39.16382°N 8.53652°E | Mappa | nuraghe non classificato |
| nuraghe Monte Mesu                      | Carbonia             | 39.21185°N 8.55253°E | Mappa | nuraghe non classificato |
| nuraghe NW                              | Carbonia             | 39.18561°N 8.48519°E | Mappa | nuraghe non classificato |
| nuraghe Punta Torretta                  | Carbonia             | 39.1497°N 8.5197°E   | Mappa | nuraghe non classificato |
| nuraghe sa Turri                        | Carbonia             | 39.1484°N 8.5266°E   | Mappa | nuraghe non classificato |
| nuraghe s'Irrixeddu                     | Carbonia             | 39.19797°N 8.52889°E | Mappa | nuraghe non classificato |
| nuraghe Bricco Resciotto                | Carloforte           | 39.11464°N 8.2974°E  | Mappa | nuraghe non classificato |
| nuraghe Brico del Polpo                 | Carloforte           | 39.12831°N 8.26418°E | Mappa | nuraghe non classificato |
| nuraghe Laveria                         | Carloforte           | 39.13125°N 8.29295°E | Mappa | nuraghe non classificato |
| nuraghe Le Fontane                      | Carloforte           | 39.13616°N 8.29311°E | Mappa | nuraghe non classificato |
| nuraghe Le Tanche                       | Carloforte           | 39.15014°N 8.25206°E | Mappa | nuraghe non classificato |
| nuraghe Arcu Pintau                     | Castiadas            | 39.27258°N 9.4827°E  | Mappa | nuraghe non classificato |
| nuraghe Arcu Pintau II                  | Castiadas            | 39.27173°N 9.4813°E  | Mappa | nuraghe non classificato |
| nuraghe Birru                           | Castiadas            | 39.27483°N 9.49784°E | Mappa | nuraghe non classificato |
| nuraghe Casteddu                        | Castiadas            | 39.24939°N 9.49661°E | Mappa | nuraghe non classificato |
| nuraghe Cruxi                           | Castiadas            | 39.29774°N 9.49275°E | Mappa | nuraghe non classificato |
| nuraghe Cuili Paliu                     | Castiadas            | 39.29208°N 9.4943°E  | Mappa | nuraghe non classificato |
| nuraghe de Brobudu                      | Castiadas            | 39.19326°N 9.55451°E | Mappa | nuraghe non classificato |
| nuraghe Giommaria                       | Castiadas            | 39.2754°N 9.47758°E  | Mappa | nuraghe non classificato |
| nuraghe Maccioni                        | Castiadas            | 39.18431°N 9.54184°E | Mappa | nuraghe non classificato |
| nuraghe Masone Murtas                   | Castiadas            | 39.22238°N 9.4871°E  | Mappa | nuraghe non classificato |
| nuraghe Meurru                          | Castiadas            | 39.29634°N 9.4858°E  | Mappa | nuraghe non classificato |
| nuraghe Monte Gruttas                   | Castiadas            | 39.28166°N 9.49937°E | Mappa | nuraghe non classificato |
| nuraghe Montixeddu                      | Castiadas            | 39.17761°N 9.55837°E | Mappa | nuraghe non classificato |
| nuraghe Moros                           | Castiadas            | 39.21645°N 9.51342°E | Mappa | nuraghe non classificato |
| nuraghe Nuraxeddu                       | Castiadas            | 39.19462°N 9.50549°E | Mappa | nuraghe non classificato |
| nuraghe sa Proca                        | Castiadas            | 39.18439°N 9.57268°E | Mappa | nuraghe non classificato |
| nuraghe s'Accedda                       | Castiadas            | 39.26144°N 9.4841°E  | Mappa | nuraghe non classificato |
| nuraghe Sinzias                         | Castiadas            | 39.18183°N 9.57529°E | Mappa | nuraghe non classificato |
| nuraghe Sinzias II                      | Castiadas            | 39.18099°N 9.5705°E  | Mappa | nuraghe non classificato |
| nuraghe Terraxi                         | Collinas             | 39.65413°N 8.85452°E | Mappa | nuraghe non classificato |
| nuraghe Cilixianu                       | Decimoputzu          | 39.30708°N 8.86693°E | Mappa | nuraghe non classificato |
| nuraghe Decimoputzu                     | Decimoputzu          | 39.33556°N 8.9186°E  | Mappa | nuraghe non classificato |
| nuraghe Ibbas                           | Decimoputzu          | 39.33482°N 8.8561°E  | Mappa | nuraghe non classificato |
| nuraghe Giuanni Lussu                   | Dolianova            | 39.34457°N 9.21956°E | Mappa | nuraghe non classificato |
| nuraghe Baccu Idda                      | Domus de Maria       | 38.91209°N 8.87736°E | Mappa | nuraghe non classificato |
| nuraghe Breigara                        | Domus de Maria       | 38.91632°N 8.85646°E | Mappa | nuraghe non classificato |
| nuraghe de Perdu Mulas                  | Domus de Maria       | 39.01149°N 8.82922°E | Mappa | nuraghe non classificato |
| nuraghe de su Barbudu                   | Domus de Maria       | 38.9915°N 8.86839°E  | Mappa | nuraghe non classificato |
| nuraghe di Millanu                      | Domus de Maria       | 38.93524°N 8.77485°E | Mappa | nuraghe non classificato |
| nuraghe Figu Morisca                    | Domus de Maria       | 38.89925°N 8.85439°E | Mappa | nuraghe non classificato |
| nuraghe Maistu Antiogu                  | Domus de Maria       | 38.91392°N 8.86677°E | Mappa | nuraghe non classificato |
| nuraghe Monte sa Guardia                | Domus de Maria       | 38.90789°N 8.89578°E | Mappa | nuraghe non classificato |
| nuraghe Monte sa Guardia Manna          | Domus de Maria       | 38.88362°N 8.84568°E | Mappa | nuraghe non classificato |
| nuraghe Punta sa Forredda               | Domus de Maria       | 38.90582°N 8.89425°E | Mappa | nuraghe non classificato |
| nuraghe Punta Sant'Andrea               | Domus de Maria       | 38.91658°N 8.88571°E | Mappa | nuraghe non classificato |
| nuraghe Riu Perdosu                     | Domus de Maria       | 38.89744°N 8.83444°E | Mappa | nuraghe non classificato |
| nuraghe sa Perdaia                      | Domus de Maria       | 38.97989°N 8.82273°E | Mappa | nuraghe non classificato |
| nuraghe s'Acqua Sarbadori               | Domus de Maria       | 38.90799°N 8.8591°E  | Mappa | nuraghe non classificato |
| nuraghe Spartivento                     | Domus de Maria       | 38.90337°N 8.87212°E | Mappa | nuraghe non classificato |
| nuraghe su Arcili                       | Domus de Maria       | 38.8977°N 8.85614°E  | Mappa | nuraghe non classificato |
| nuraghe su Para 'e sa Perda             | Domus de Maria       | 38.91834°N 8.89645°E | Mappa | nuraghe non classificato |
| nuraghe Nuragiassus                     | Donori               | 39.44292°N 9.11421°E | Mappa | nuraghe non classificato |
| nuraghe Perda Niedda                    | Donori               | 39.46382°N 9.13895°E | Mappa | nuraghe non classificato |
| nuraghe 'e Genna Piccinu                | Escalaplano          | 39.59993°N 9.3552°E  | Mappa | nuraghe non classificato |
| nuraghe Perda Utzei                     | Escalaplano          | 39.64839°N 9.32221°E | Mappa | nuraghe non classificato |
| nuraghe Pranu Ilixi                     | Escalaplano          | 39.60397°N 9.31383°E | Mappa | nuraghe non classificato |
| nuraghe Cuccuru Piddiu                  | Escolca              | 39.70572°N 9.12328°E | Mappa | nuraghe non classificato |
| nuraghe Pei su Boi                      | Escolca              | 39.64766°N 9.06308°E | Mappa | nuraghe non classificato |
| nuraghe Truncu Lillu                    | Escolca              | 39.6543°N 9.04976°E  | Mappa | nuraghe non classificato |
| nuraghe Crastu s'Orgiu                  | Esterzili            | 39.72205°N 9.31293°E | Mappa | nuraghe non classificato |
| nuraghe Santa Vittoria                  | Esterzili            | 39.75946°N 9.30321°E | Mappa | nuraghe non classificato |
| nuraghe Tacchixeddu                     | Esterzili            | 39.77693°N 9.27509°E | Mappa | nuraghe non classificato |
| nuraghe Conca Muscioni                  | Fluminimaggiore      | 39.44901°N 8.4503°E  | Mappa | nuraghe non classificato |
| nuraghe su Pitzu Tundu                  | Fluminimaggiore      | 39.37318°N 8.50942°E | Mappa | nuraghe non classificato |
| nuraghe Cixius                          | Genoni               | 39.78954°N 8.98016°E | Mappa | nuraghe non classificato |
| nuraghe Fattu                           | Genoni               | 39.80946°N 8.99204°E | Mappa | nuraghe non classificato |
| nuraghe Santu Perdu                     | Genoni               | 39.79646°N 9.02524°E | Mappa | nuraghe non classificato |
| nuraghe Sussuni                         | Genoni               | 39.79576°N 8.96808°E | Mappa | nuraghe non classificato |
| nuraghe Trebias                         | Genoni               | 39.79796°N 8.97874°E | Mappa | nuraghe non classificato |
| nuraghe Mandara                         | Genuri               | 39.73245°N 8.91941°E | Mappa | nuraghe non classificato |
| nuraghe Perda Piscaba                   | Genuri               | 39.72966°N 8.92113°E | Mappa | nuraghe non classificato |
| nuraghe Casargius                       | Gergei               | 39.69532°N 9.06686°E | Mappa | nuraghe non classificato |
| nuraghe Fund'e Corona                   | Gergei               | 39.7093°N 9.10502°E  | Mappa | nuraghe non classificato |
| nuraghe Saccaioni                       | Gergei               | 39.66607°N 9.08142°E | Mappa | nuraghe non classificato |
| nuraghe su Zaccau                       | Gergei               | 39.72583°N 9.08248°E | Mappa | nuraghe non classificato |
| nuraghe Trazzali II                     | Gergei               | 39.68478°N 9.06053°E | Mappa | nuraghe non classificato |
| nuraghe Battudisi                       | Gesico               | 39.61246°N 9.08178°E | Mappa | nuraghe non classificato |
| nuraghe Berritta Furiada                | Gesico               | 39.63067°N 9.07464°E | Mappa | nuraghe non classificato |
| nuraghe Columbus                        | Gesico               | 39.61798°N 9.11824°E | Mappa | nuraghe non classificato |
| nuraghe Cumbide Pinna                   | Gesico               | 39.60637°N 9.105°E   | Mappa | nuraghe non classificato |
| nuraghe Muttas Nieddas                  | Gesico               | 39.62876°N 9.07324°E | Mappa | nuraghe non classificato |
| nuraghe Posada                          | Gesico               | 39.63689°N 9.08601°E | Mappa | nuraghe non classificato |
| nuraghe Ruina sa Prunas                 | Gesico               | 39.6149°N 9.13051°E  | Mappa | nuraghe non classificato |
| nuraghe s'Arriu Sullinu                 | Gesico               | 39.62415°N 9.12077°E | Mappa | nuraghe non classificato |
| nuraghe Sitzidirri                      | Gesico               | 39.60105°N 9.09229°E | Mappa | nuraghe non classificato |
| nuraghe su Linu                         | Gesico               | 39.60873°N 9.12993°E | Mappa | nuraghe non classificato |
| nuraghe Suergiu                         | Gesico               | 39.61125°N 9.12751°E | Mappa | nuraghe non classificato |
| nuraghe Planosu                         | Gesturi              | 39.73116°N 9.04366°E | Mappa | nuraghe non classificato |
| nuraghe Serra Longa                     | Gesturi              | 39.74106°N 9.06133°E | Mappa | nuraghe non classificato |
| nuraghe Panicasu                        | Giba                 | 39.07715°N 8.61865°E | Mappa | nuraghe non classificato |
| nuraghe sa Guardia Nuragoga             | Giba                 | 39.04606°N 8.57081°E | Mappa | nuraghe non classificato |
| nuraghe Stincoddi                       | Goni                 | 39.59762°N 9.28031°E | Mappa | nuraghe non classificato |
| nuraghe Medau Massidda                  | Gonnesa              | 39.26021°N 8.4362°E  | Mappa | nuraghe non classificato |
| nuraghe Pozzo nuraghe                   | Gonnesa              | 39.23074°N 8.43635°E | Mappa | nuraghe non classificato |
| nuraghe sa Masa                         | Gonnesa              | 39.28165°N 8.45103°E | Mappa | nuraghe non classificato |
| nuraghe Monte Nurecci II                | Gonnosfanadiga       | 39.63552°N 8.56612°E | Mappa | nuraghe non classificato |
| nuraghe Puddus                          | Gonnosfanadiga       | 39.48684°N 8.60472°E | Mappa | nuraghe non classificato |
| nuraghe sa Conca                        | Gonnosfanadiga       | 39.48964°N 8.58721°E | Mappa | nuraghe non classificato |
| nuraghe Accas                           | Guamaggiore          | 39.62227°N 9.04265°E | Mappa | nuraghe non classificato |
| nuraghe Bruncu Atza Casu                | Guamaggiore          | 39.61556°N 9.05403°E | Mappa | nuraghe non classificato |
| nuraghe Bruncu Ungrera                  | Guamaggiore          | 39.58429°N 9.07665°E | Mappa | nuraghe non classificato |
| nuraghe Carraxiu                        | Guamaggiore          | 39.6017°N 9.06946°E  | Mappa | nuraghe non classificato |
| nuraghe Corti su Secci                  | Guamaggiore          | 39.58868°N 9.05247°E | Mappa | nuraghe non classificato |
| nuraghe Maringianu                      | Guamaggiore          | 39.60642°N 9.04411°E | Mappa | nuraghe non classificato |
| nuraghe Mindas                          | Guamaggiore          | 39.58976°N 9.06191°E | Mappa | nuraghe non classificato |
| nuraghe Monte Acutzu                    | Guamaggiore          | 39.60219°N 9.06038°E | Mappa | nuraghe non classificato |
| nuraghe Monte Margiani                  | Guamaggiore          | 39.61553°N 9.04656°E | Mappa | nuraghe non classificato |
| nuraghe Perdosu                         | Guamaggiore          | 39.56036°N 9.06527°E | Mappa | nuraghe non classificato |
| nuraghe Ruina Enna                      | Guamaggiore          | 39.6077°N 9.04939°E  | Mappa | nuraghe non classificato |
| nuraghe sa Tanca Spadas                 | Guamaggiore          | 39.57938°N 9.07592°E | Mappa | nuraghe non classificato |
| nuraghe Tittiriu                        | Guamaggiore          | 39.57999°N 9.05777°E | Mappa | nuraghe non classificato |
| nuraghe Bruncu Mannu de Sebera          | Guasila              | 39.53802°N 8.98973°E | Mappa | nuraghe non classificato |
| nuraghe de Lanessi                      | Guasila              | 39.62647°N 9.03522°E | Mappa | nuraghe non classificato |
| nuraghe Friarosu                        | Guasila              | 39.61687°N 9.03627°E | Mappa | nuraghe non classificato |
| nuraghe Monte Nurecci                   | Guspini              | 39.63674°N 8.56806°E | Mappa | nuraghe non classificato |
| nuraghe Pixina Puxi                     | Guspini              | 39.63093°N 8.58061°E | Mappa | nuraghe non classificato |
| nuraghe San Pietro                      | Iglesias             | 39.3204°N 8.4638°E   | Mappa | nuraghe non classificato |
| nuraghe su Nuraghe e Pira               | Iglesias             | 39.25269°N 8.58077°E | Mappa | nuraghe non classificato |
| nuraghe Serra Monti Arcu                | Isili                | 39.76005°N 9.10875°E | Mappa | nuraghe non classificato |
| nuraghe Santa Vittoria                  | Las Plassas          | 39.68543°N 8.99451°E | Mappa | nuraghe non classificato |
| nuraghe Baccuedu                        | Mandas               | 39.66263°N 9.08336°E | Mappa | nuraghe non classificato |
| nuraghe Bidinessi                       | Mandas               | 39.61718°N 9.15405°E | Mappa | nuraghe non classificato |
| nuraghe Cuccuru Murvonis                | Mandas               | 39.63957°N 9.06421°E | Mappa | nuraghe non classificato |
| nuraghe Don Efisi I                     | Mandas               | 39.66093°N 9.09772°E | Mappa | nuraghe non classificato |
| nuraghe Don Efisi II                    | Mandas               | 39.66258°N 9.0957°E  | Mappa | nuraghe non classificato |
| nuraghe Funtana Zorcu                   | Mandas               | 39.64127°N 9.0865°E  | Mappa | nuraghe non classificato |
| nuraghe Ladiri                          | Mandas               | 39.62983°N 9.12395°E | Mappa | nuraghe non classificato |
| nuraghe Mitza 'e Foddi II               | Mandas               | 39.6475°N 9.08756°E  | Mappa | nuraghe non classificato |
| nuraghe Natzargius                      | Mandas               | 39.62826°N 9.14092°E | Mappa | nuraghe non classificato |
| nuraghe Pardu                           | Mandas               | 39.65691°N 9.09097°E | Mappa | nuraghe non classificato |
| nuraghe Ruina Fielli I                  | Mandas               | 39.64313°N 9.09348°E | Mappa | nuraghe non classificato |
| nuraghe Ruina Fielli II                 | Mandas               | 39.64089°N 9.09492°E | Mappa | nuraghe non classificato |
| nuraghe Siliqua I                       | Mandas               | 39.6283°N 9.12697°E  | Mappa | nuraghe non classificato |
| nuraghe Siliqua II                      | Mandas               | 39.62696°N 9.12878°E | Mappa | nuraghe non classificato |
| nuraghe Simoni                          | Mandas               | 39.64325°N 9.1002°E  | Mappa | nuraghe non classificato |
| nuraghe Suxiu                           | Mandas               | 39.66065°N 9.10396°E | Mappa | nuraghe non classificato |
| nuraghe Zidoni                          | Mandas               | 39.6486°N 9.09475°E  | Mappa | nuraghe non classificato |
| nuraghe Cambulas                        | Masainas             | 39.04904°N 8.60381°E | Mappa | nuraghe non classificato |
| nuraghe Fais                            | Masainas             | 39.05631°N 8.62052°E | Mappa | nuraghe non classificato |
| nuraghe Nuraxi Mesu                     | Masainas             | 39.04474°N 8.63499°E | Mappa | nuraghe non classificato |
| nuraghe Piras                           | Masainas             | 39.02314°N 8.6105°E  | Mappa | nuraghe non classificato |
| nuraghe Punta Acuzza                    | Masainas             | 39.02716°N 8.656°E   | Mappa | nuraghe non classificato |
| nuraghe sa Perda                        | Masainas             | 39.01282°N 8.5825°E  | Mappa | nuraghe non classificato |
| nuraghe sa Reina                        | Masainas             | 39.04111°N 8.61853°E | Mappa | nuraghe non classificato |
| nuraghe s'Ega Grutta                    | Masainas             | 39.03217°N 8.63997°E | Mappa | nuraghe non classificato |
| nuraghe s'Ega sa Mongia                 | Masainas             | 39.05599°N 8.61521°E | Mappa | nuraghe non classificato |
| nuraghe Monte Olladiri                  | Monastir             | 39.3639°N 9.06662°E  | Mappa | nuraghe non classificato |
| nuraghe Monte Zara                      | Monastir             | 39.37896°N 9.05962°E | Mappa | nuraghe non classificato |
| nuraghe Nuraxi                          | Monastir             | 39.38155°N 9.03614°E | Mappa | nuraghe non classificato |
| nuraghe Baccu di Monte Nai              | Muravera             | 39.24427°N 9.56342°E | Mappa | nuraghe non classificato |
| nuraghe Bruncu su Predi                 | Muravera             | 39.32666°N 9.57559°E | Mappa | nuraghe non classificato |
| nuraghe Bruncu Tittionaxiu              | Muravera             | 39.37722°N 9.56624°E | Mappa | nuraghe non classificato |
| nuraghe Corritta                        | Muravera             | 39.3344°N 9.54325°E  | Mappa | nuraghe non classificato |
| nuraghe Costa sa Perdera                | Muravera             | 39.30376°N 9.60772°E | Mappa | nuraghe non classificato |
| nuraghe Cuili Senni                     | Muravera             | 39.3849°N 9.57558°E  | Mappa | nuraghe non classificato |
| nuraghe Giordi                          | Muravera             | 39.33328°N 9.57506°E | Mappa | nuraghe non classificato |
| nuraghe Mannu II                        | Muravera             | 39.31778°N 9.55788°E | Mappa | nuraghe non classificato |
| nuraghe Marongiu                        | Muravera             | 39.38092°N 9.56643°E | Mappa | nuraghe non classificato |
| nuraghe Monte Nai II                    | Muravera             | 39.25724°N 9.56395°E | Mappa | nuraghe non classificato |
| nuraghe Monte su Zippiri                | Muravera             | 39.36853°N 9.57699°E | Mappa | nuraghe non classificato |
| nuraghe Mumosa                          | Muravera             | 39.33542°N 9.5553°E  | Mappa | nuraghe non classificato |
| nuraghe Orcu                            | Muravera             | 39.38418°N 9.5887°E  | Mappa | nuraghe non classificato |
| nuraghe Ponzianu                        | Muravera             | 39.39581°N 9.57357°E | Mappa | nuraghe non classificato |
| nuraghe Puncilioni                      | Muravera             | 39.40446°N 9.59535°E | Mappa | nuraghe non classificato |
| nuraghe Riu Molas                       | Muravera             | 39.39874°N 9.59374°E | Mappa | nuraghe non classificato |
| nuraghe sa Spadula                      | Muravera             | 39.36383°N 9.56932°E | Mappa | nuraghe non classificato |
| nuraghe Santa Matta                     | Muravera             | 39.40883°N 9.58697°E | Mappa | nuraghe non classificato |
| nuraghe su Braccu                       | Muravera             | 39.38733°N 9.58388°E | Mappa | nuraghe non classificato |
| nuraghe su Cunventu                     | Muravera             | 39.41598°N 9.58408°E | Mappa | nuraghe non classificato |
| nuraghe su Nuraxi                       | Muravera             | 39.42073°N 9.57331°E | Mappa | nuraghe non classificato |
| nuraghe Bega Arrosu                     | Narcao               | 39.14881°N 8.6567°E  | Mappa | nuraghe non classificato |
| nuraghe Calabresi                       | Narcao               | 39.1525°N 8.66276°E  | Mappa | nuraghe non classificato |
| nuraghe is Linzas                       | Narcao               | 39.14505°N 8.66366°E | Mappa | nuraghe non classificato |
| nuraghe Margani                         | Narcao               | 39.22077°N 8.63908°E | Mappa | nuraghe non classificato |
| nuraghe Panicani                        | Narcao               | 39.15816°N 8.66156°E | Mappa | nuraghe non classificato |
| nuraghe Perdu Spada                     | Narcao               | 39.18309°N 8.71038°E | Mappa | nuraghe non classificato |
| nuraghe Pran 'e Truttuis                | Narcao               | 39.14875°N 8.70454°E | Mappa | nuraghe non classificato |
| nuraghe Pran 'e Truttuis II             | Narcao               | 39.15061°N 8.70521°E | Mappa | nuraghe non classificato |
| nuraghe Riu Murtas                      | Narcao               | 39.1775°N 8.6932°E   | Mappa | nuraghe non classificato |
| nuraghe Santa Crescenzia                | Narcao               | 39.17142°N 8.68196°E | Mappa | nuraghe non classificato |
| nuraghe Serra Posannas                  | Narcao               | 39.16306°N 8.68202°E | Mappa | nuraghe non classificato |
| nuraghe Sorau Becciu                    | Narcao               | 39.14205°N 8.68386°E | Mappa | nuraghe non classificato |
| nuraghe Bau Ilixi                       | Nuragus              | 39.76106°N 9.03951°E | Mappa | nuraghe non classificato |
| nuraghe Bruncu su Castiu                | Nuragus              | 39.76719°N 9.02587°E | Mappa | nuraghe non classificato |
| nuraghe di Geroni                       | Nuragus              | 39.78794°N 9.0288°E  | Mappa | nuraghe non classificato |
| nuraghe Matta                           | Nuragus              | 39.76304°N 9.06865°E | Mappa | nuraghe non classificato |
| nuraghe Pranu de Sioi                   | Nuragus              | 39.76577°N 9.04019°E | Mappa | nuraghe non classificato |
| nuraghe Valenza II                      | Nuragus              | 39.78052°N 9.05761°E | Mappa | nuraghe non classificato |
| nuraghe Enna                            | Nurallao             | 39.80103°N 9.09666°E | Mappa | nuraghe non classificato |
| nuraghe is Speluncas                    | Nurallao             | 39.8313°N 9.1095°E   | Mappa | nuraghe non classificato |
| nuraghe Cresieddas                      | Nuraminis            | 39.41879°N 9.00463°E | Mappa | nuraghe non classificato |
| nuraghe Chiccu Mei                      | Nuxis                | 39.15326°N 8.71133°E | Mappa | nuraghe non classificato |
| nuraghe Ega is Marsinis                 | Nuxis                | 39.14851°N 8.72025°E | Mappa | nuraghe non classificato |
| nuraghe Guardia Cristo                  | Nuxis                | 39.14041°N 8.72767°E | Mappa | nuraghe non classificato |
| nuraghe is Cuccus                       | Nuxis                | 39.13625°N 8.71489°E | Mappa | nuraghe non classificato |
| nuraghe is Cuccus II                    | Nuxis                | 39.13581°N 8.71252°E | Mappa | nuraghe non classificato |
| nuraghe is Messaius                     | Nuxis                | 39.12881°N 8.69456°E | Mappa | nuraghe non classificato |
| nuraghe is Pittaus                      | Nuxis                | 39.14504°N 8.72065°E | Mappa | nuraghe non classificato |
| nuraghe Perdosu                         | Nuxis                | 39.12654°N 8.70801°E | Mappa | nuraghe non classificato |
| nuraghe su Sinibidraxiu                 | Nuxis                | 39.16056°N 8.7468°E  | Mappa | nuraghe non classificato |
| nuraghe Carcina II                      | Orroli               | 39.68061°N 9.26847°E | Mappa | nuraghe non classificato |
| nuraghe Cracuri                         | Orroli               | 39.66781°N 9.28578°E | Mappa | nuraghe non classificato |
| nuraghe Enna 'e Sarra                   | Orroli               | 39.6533°N 9.20241°E  | Mappa | nuraghe non classificato |
| nuraghe Enna 'e Sarra II                | Orroli               | 39.64945°N 9.1993°E  | Mappa | nuraghe non classificato |
| nuraghe Meson 'e Sarra                  | Orroli               | 39.67606°N 9.25374°E | Mappa | nuraghe non classificato |
| nuraghe su Pranu II                     | Orroli               | 39.65889°N 9.2903°E  | Mappa | nuraghe non classificato |
| nuraghe Tipoi                           | Orroli               | 39.68037°N 9.29737°E | Mappa | nuraghe non classificato |
| nuraghe Corti Accas                     | Pauli Arbarei        | 39.65952°N 8.94255°E | Mappa | nuraghe non classificato |
| nuraghe Achenza                         | Perdaxius            | 39.14471°N 8.62574°E | Mappa | nuraghe non classificato |
| nuraghe Arruda                          | Perdaxius            | 39.13461°N 8.60637°E | Mappa | nuraghe non classificato |
| nuraghe Camboni                         | Perdaxius            | 39.15438°N 8.6049°E  | Mappa | nuraghe non classificato |
| nuraghe Entu                            | Perdaxius            | 39.15494°N 8.59288°E | Mappa | nuraghe non classificato |
| nuraghe Gregu                           | Perdaxius            | 39.15494°N 8.58856°E | Mappa | nuraghe non classificato |
| nuraghe Medau Acqua de su Figu          | Perdaxius            | 39.13988°N 8.633°E   | Mappa | nuraghe non classificato |
| nuraghe Medau Toccu                     | Perdaxius            | 39.13447°N 8.63258°E | Mappa | nuraghe non classificato |
| nuraghe Moifai                          | Perdaxius            | 39.14816°N 8.63429°E | Mappa | nuraghe non classificato |
| nuraghe Monte Narcao                    | Perdaxius            | 39.14139°N 8.64575°E | Mappa | nuraghe non classificato |
| nuraghe Monte s'Orcu                    | Perdaxius            | 39.18577°N 8.61501°E | Mappa | nuraghe non classificato |
| nuraghe Murgias                         | Perdaxius            | 39.13681°N 8.6333°E  | Mappa | nuraghe non classificato |
| nuraghe Pesus                           | Perdaxius            | 39.15958°N 8.63852°E | Mappa | nuraghe non classificato |
| nuraghe Pitzienti                       | Perdaxius            | 39.13796°N 8.60287°E | Mappa | nuraghe non classificato |
| nuraghe Porcus                          | Perdaxius            | 39.15102°N 8.61144°E | Mappa | nuraghe non classificato |
| nuraghe Porcus II                       | Perdaxius            | 39.14923°N 8.61538°E | Mappa | nuraghe non classificato |
| nuraghe sa Idda                         | Perdaxius            | 39.14882°N 8.61819°E | Mappa | nuraghe non classificato |
| nuraghe Santus                          | Perdaxius            | 39.14418°N 8.60922°E | Mappa | nuraghe non classificato |
| nuraghe Simplicio                       | Perdaxius            | 39.1695°N 8.59766°E  | Mappa | nuraghe non classificato |
| nuraghe Sitzia                          | Perdaxius            | 39.16126°N 8.59771°E | Mappa | nuraghe non classificato |
| nuraghe su Porcili                      | Perdaxius            | 39.15015°N 8.62829°E | Mappa | nuraghe non classificato |
| nuraghe Tanca Manna                     | Perdaxius            | 39.16537°N 8.6313°E  | Mappa | nuraghe non classificato |
| nuraghe San Filippu                     | Pimentel             | 39.50158°N 9.05615°E | Mappa | nuraghe non classificato |
| nuraghe Santu Perdu                     | Pimentel             | 39.50572°N 9.06603°E | Mappa | nuraghe non classificato |
| nuraghe Acqua Callenti                  | Piscinas             | 39.0693°N 8.6605°E   | Mappa | nuraghe non classificato |
| nuraghe Corongius Longus                | Piscinas             | 39.07357°N 8.68124°E | Mappa | nuraghe non classificato |
| nuraghe de Frois                        | Piscinas             | 39.04103°N 8.66241°E | Mappa | nuraghe non classificato |
| nuraghe Fragiacco                       | Piscinas             | 39.0964°N 8.6588°E   | Mappa | nuraghe non classificato |
| nuraghe is Ulmas                        | Piscinas             | 39.0777°N 8.65422°E  | Mappa | nuraghe non classificato |
| nuraghe Monte sa Turri                  | Piscinas             | 39.09282°N 8.67391°E | Mappa | nuraghe non classificato |
| nuraghe Peddi Angioni                   | Piscinas             | 39.08892°N 8.67814°E | Mappa | nuraghe non classificato |
| nuraghe Piscinas                        | Piscinas             | 39.07859°N 8.66385°E | Mappa | nuraghe non classificato |
| nuraghe Santa Lucia                     | Piscinas             | 39.09182°N 8.66821°E | Mappa | nuraghe non classificato |
| nuraghe Atzori                          | Portoscuso           | 39.17127°N 8.44736°E | Mappa | nuraghe non classificato |
| nuraghe Baco Ollasta                    | Portoscuso           | 39.22478°N 8.373°E   | Mappa | nuraghe non classificato |
| nuraghe Crixionis                       | Portoscuso           | 39.18257°N 8.42909°E | Mappa | nuraghe non classificato |
| nuraghe Ghilotta                        | Portoscuso           | 39.23162°N 8.41001°E | Mappa | nuraghe non classificato |
| nuraghe Paringianu                      | Portoscuso           | 39.16962°N 8.43018°E | Mappa | nuraghe non classificato |
| nuraghe su Medadeddu                    | Portoscuso           | 39.19463°N 8.41669°E | Mappa | nuraghe non classificato |
| nuraghe Accodulazzu                     | Sadali               | 39.77591°N 9.24818°E | Mappa | nuraghe non classificato |
| nuraghe Casteddos de Seddori            | Sadali               | 39.81973°N 9.26346°E | Mappa | nuraghe non classificato |
| nuraghe de Padenti                      | Sadali               | 39.83073°N 9.26984°E | Mappa | nuraghe non classificato |
| nuraghe Nurassolu                       | Sadali               | 39.80147°N 9.24664°E | Mappa | nuraghe non classificato |
| nuraghe Sorroli                         | Sadali               | 39.84°N 9.27388°E    | Mappa | nuraghe non classificato |
| nuraghe Taccu Piccinnu                  | Sadali               | 39.76813°N 9.25488°E | Mappa | nuraghe non classificato |
| nuraghe Bidd'e Mendula                  | Samatzai             | 39.46742°N 9.05972°E | Mappa | nuraghe non classificato |
| nuraghe Bruncu Musucongiu               | Samatzai             | 39.52514°N 9.02324°E | Mappa | nuraghe non classificato |
| nuraghe de Carroga                      | Samatzai             | 39.52978°N 9.01736°E | Mappa | nuraghe non classificato |
| nuraghe Lasina                          | Samatzai             | 39.52243°N 9.03778°E | Mappa | nuraghe non classificato |
| nuraghe San Pietro Oliri                | Samatzai             | 39.52254°N 9.02864°E | Mappa | nuraghe non classificato |
| nuraghe Sant'Elena                      | Samatzai             | 39.51744°N 9.03507°E | Mappa | nuraghe non classificato |
| nuraghe is Gannaus                      | San Giovanni Suergiu | 39.11187°N 8.4894°E  | Mappa | nuraghe non classificato |
| nuraghe Monte Palmas                    | San Giovanni Suergiu | 39.07448°N 8.5681°E  | Mappa | nuraghe non classificato |
| nuraghe Punta Gannau                    | San Giovanni Suergiu | 39.12149°N 8.49142°E | Mappa | nuraghe non classificato |
| nuraghe Trullu                          | San Giovanni Suergiu | 39.0767°N 8.56552°E  | Mappa | nuraghe non classificato |
| nuraghe Santa Barbara                   | San Sperate          | 39.35453°N 9.04567°E | Mappa | nuraghe non classificato |
| nuraghe Santa Suia                      | San Sperate          | 39.35725°N 9.02369°E | Mappa | nuraghe non classificato |
| nuraghe Accu 'e Nius                    | San Vito             | 39.39436°N 9.50032°E | Mappa | nuraghe non classificato |
| nuraghe Arcu s'Arena                    | San Vito             | 39.47483°N 9.53794°E | Mappa | nuraghe non classificato |
| nuraghe Arcu s'Istoris                  | San Vito             | 39.47785°N 9.50556°E | Mappa | nuraghe non classificato |
| nuraghe Arcu Tamasu                     | San Vito             | 39.45007°N 9.53768°E | Mappa | nuraghe non classificato |
| nuraghe Arridelaxiu                     | San Vito             | 39.37962°N 9.53428°E | Mappa | nuraghe non classificato |
| nuraghe Cannevrau                       | San Vito             | 39.47497°N 9.4926°E  | Mappa | nuraghe non classificato |
| nuraghe Cardaxiu                        | San Vito             | 39.38851°N 9.54988°E | Mappa | nuraghe non classificato |
| nuraghe Cerbinu                         | San Vito             | 39.33891°N 9.52965°E | Mappa | nuraghe non classificato |
| nuraghe Comideddu                       | San Vito             | 39.37908°N 9.54194°E | Mappa | nuraghe non classificato |
| nuraghe Cuili Ledda                     | San Vito             | 39.35033°N 9.50995°E | Mappa | nuraghe non classificato |
| nuraghe Cungiau Casula                  | San Vito             | 39.38247°N 9.49481°E | Mappa | nuraghe non classificato |
| nuraghe de Muru                         | San Vito             | 39.37752°N 9.50862°E | Mappa | nuraghe non classificato |
| nuraghe Forada Procaxius                | San Vito             | 39.3777°N 9.51759°E  | Mappa | nuraghe non classificato |
| nuraghe Fottiano                        | San Vito             | 39.36507°N 9.49716°E | Mappa | nuraghe non classificato |
| nuraghe Giogadroxiu                     | San Vito             | 39.31628°N 9.48682°E | Mappa | nuraghe non classificato |
| nuraghe Miali Pili                      | San Vito             | 39.37477°N 9.47454°E | Mappa | nuraghe non classificato |
| nuraghe Monte Arbu                      | San Vito             | 39.38738°N 9.5194°E  | Mappa | nuraghe non classificato |
| nuraghe Monte Idda                      | San Vito             | 39.35072°N 9.53629°E | Mappa | nuraghe non classificato |
| nuraghe Monte Narbeddu                  | San Vito             | 39.37783°N 9.52214°E | Mappa | nuraghe non classificato |
| nuraghe Nuraxeddu                       | San Vito             | 39.37654°N 9.47°E    | Mappa | nuraghe non classificato |
| nuraghe Nuraxeddu                       | San Vito             | 39.37049°N 9.49101°E | Mappa | nuraghe non classificato |
| nuraghe Orridroxiu                      | San Vito             | 39.38921°N 9.50744°E | Mappa | nuraghe non classificato |
| nuraghe Orridroxiu II                   | San Vito             | 39.39086°N 9.50833°E | Mappa | nuraghe non classificato |
| nuraghe Perdu Lodde                     | San Vito             | 39.39368°N 9.49445°E | Mappa | nuraghe non classificato |
| nuraghe Pibilia                         | San Vito             | 39.41901°N 9.52327°E | Mappa | nuraghe non classificato |
| nuraghe Piraemei                        | San Vito             | 39.46512°N 9.54389°E | Mappa | nuraghe non classificato |
| nuraghe Pirastu                         | San Vito             | 39.53266°N 9.58728°E | Mappa | nuraghe non classificato |
| nuraghe Piricoccu                       | San Vito             | 39.48884°N 9.49004°E | Mappa | nuraghe non classificato |
| nuraghe Pranu is Abis                   | San Vito             | 39.3636°N 9.50102°E  | Mappa | nuraghe non classificato |
| nuraghe Priamo Orru                     | San Vito             | 39.35741°N 9.53355°E | Mappa | nuraghe non classificato |
| nuraghe sa Pala                         | San Vito             | 39.37161°N 9.47219°E | Mappa | nuraghe non classificato |
| nuraghe s'Achiloni                      | San Vito             | 39.41227°N 9.54391°E | Mappa | nuraghe non classificato |
| nuraghe San Priamo                      | San Vito             | 39.36272°N 9.55459°E | Mappa | nuraghe non classificato |
| nuraghe San Priamo II                   | San Vito             | 39.36232°N 9.55216°E | Mappa | nuraghe non classificato |
| nuraghe Sant'Aleni                      | San Vito             | 39.34675°N 9.54776°E | Mappa | nuraghe non classificato |
| nuraghe Santoru                         | San Vito             | 39.36769°N 9.56755°E | Mappa | nuraghe non classificato |
| nuraghe Scrocca                         | San Vito             | 39.45971°N 9.53827°E | Mappa | nuraghe non classificato |
| nuraghe Serra de s'Arrizzoni            | San Vito             | 39.51347°N 9.57807°E | Mappa | nuraghe non classificato |
| nuraghe Serra is Abis                   | San Vito             | 39.37182°N 9.49433°E | Mappa | nuraghe non classificato |
| nuraghe Spucciu                         | San Vito             | 39.53666°N 9.5805°E  | Mappa | nuraghe non classificato |
| nuraghe su Linnamini                    | San Vito             | 39.38485°N 9.53028°E | Mappa | nuraghe non classificato |
| nuraghe su Presoni                      | San Vito             | 39.3748°N 9.46688°E  | Mappa | nuraghe non classificato |
| nuraghe su Pressiu                      | San Vito             | 39.37702°N 9.48321°E | Mappa | nuraghe non classificato |
| nuraghe su Tasuru                       | San Vito             | 39.37265°N 9.54924°E | Mappa | nuraghe non classificato |
| nuraghe su Tasuru II                    | San Vito             | 39.38253°N 9.5468°E  | Mappa | nuraghe non classificato |
| nuraghe su Tronu                        | San Vito             | 39.47603°N 9.55594°E | Mappa | nuraghe non classificato |
| nuraghe Tasuru III                      | San Vito             | 39.37163°N 9.55189°E | Mappa | nuraghe non classificato |
| nuraghe Arcu de Mesu                    | Santadi              | 39.08925°N 8.79054°E | Mappa | nuraghe non classificato |
| nuraghe Brenticotta                     | Santadi              | 39.12171°N 8.6998°E  | Mappa | nuraghe non classificato |
| nuraghe Case Chirigus                   | Santadi              | 39.08316°N 8.71225°E | Mappa | nuraghe non classificato |
| nuraghe Cirixi                          | Santadi              | 39.06559°N 8.75464°E | Mappa | nuraghe non classificato |
| nuraghe de su Schisorgiu                | Santadi              | 39.08594°N 8.68363°E | Mappa | nuraghe non classificato |
| nuraghe Mannu de Barrua                 | Santadi              | 39.06737°N 8.70347°E | Mappa | nuraghe non classificato |
| nuraghe Monte Fenugu                    | Santadi              | 39.08779°N 8.69844°E | Mappa | nuraghe non classificato |
| nuraghe Monte Moddizzi                  | Santadi              | 39.04166°N 8.6821°E  | Mappa | nuraghe non classificato |
| nuraghe Monte Murecci                   | Santadi              | 39.05092°N 8.68072°E | Mappa | nuraghe non classificato |
| nuraghe Monticello                      | Santadi              | 39.04023°N 8.7031°E  | Mappa | nuraghe non classificato |
| nuraghe Nuraxi Mannu                    | Santadi              | 39.10465°N 8.74334°E | Mappa | nuraghe non classificato |
| nuraghe Pimpini                         | Santadi              | 39.06235°N 8.70423°E | Mappa | nuraghe non classificato |
| nuraghe Punta Crisioni                  | Santadi              | 39.08875°N 8.7694°E  | Mappa | nuraghe non classificato |
| nuraghe sa Mariga                       | Santadi              | 39.04651°N 8.7336°E  | Mappa | nuraghe non classificato |
| nuraghe sa Tutta de Fai Grau            | Santadi              | 39.10773°N 8.76228°E | Mappa | nuraghe non classificato |
| nuraghe San Nicola                      | Santadi              | 39.09337°N 8.72187°E | Mappa | nuraghe non classificato |
| nuraghe Sanna                           | Santadi              | 39.09356°N 8.67968°E | Mappa | nuraghe non classificato |
| nuraghe Sedda Candiazzus                | Santadi              | 39.10412°N 8.76442°E | Mappa | nuraghe non classificato |
| nuraghe Senzu                           | Santadi              | 39.07325°N 8.70561°E | Mappa | nuraghe non classificato |
| nuraghe Serra Andria Santus             | Santadi              | 39.03036°N 8.70803°E | Mappa | nuraghe non classificato |
| nuraghe Terra Arrubia                   | Santadi              | 39.12215°N 8.70244°E | Mappa | nuraghe non classificato |
| nuraghe Terresoli                       | Santadi              | 39.09151°N 8.73136°E | Mappa | nuraghe non classificato |
| nuraghe Casa Beccia                     | Sant'Andrea Frius    | 39.47284°N 9.18629°E | Mappa | nuraghe non classificato |
| nuraghe Mannu                           | Sant'Andrea Frius    | 39.4535°N 9.16121°E  | Mappa | nuraghe non classificato |
| nuraghe s'Om'e s'Orcu                   | Sant'Andrea Frius    | 39.49026°N 9.17816°E | Mappa | nuraghe non classificato |
| nuraghe Tuerra                          | Sant'Andrea Frius    | 39.47226°N 9.15883°E | Mappa | nuraghe non classificato |
| nuraghe Coi Casu                        | Sant'Anna Arresi     | 38.99316°N 8.63574°E | Mappa | nuraghe non classificato |
| nuraghe Giara                           | Sant'Anna Arresi     | 39.01933°N 8.65397°E | Mappa | nuraghe non classificato |
| nuraghe Gibarussa                       | Sant'Anna Arresi     | 38.97968°N 8.61076°E | Mappa | nuraghe non classificato |
| nuraghe Paniesu                         | Sant'Anna Arresi     | 39.0166°N 8.62792°E  | Mappa | nuraghe non classificato |
| nuraghe Sanjust                         | Sant'Anna Arresi     | 38.99677°N 8.60269°E | Mappa | nuraghe non classificato |
| nuraghe Sarri                           | Sant'Anna Arresi     | 39.01002°N 8.59552°E | Mappa | nuraghe non classificato |
| nuraghe Antiogu Diana                   | Sant'Antioco         | 39.02123°N 8.42189°E | Mappa | nuraghe non classificato |
| nuraghe Antiogu Diana II                | Sant'Antioco         | 39.02048°N 8.41944°E | Mappa | nuraghe non classificato |
| nuraghe Briccu                          | Sant'Antioco         | 39.09517°N 8.41899°E | Mappa | nuraghe non classificato |
| nuraghe Cala Sapone                     | Sant'Antioco         | 39.01523°N 8.3858°E  | Mappa | nuraghe non classificato |
| nuraghe Calalunga                       | Sant'Antioco         | 39.02124°N 8.37418°E | Mappa | nuraghe non classificato |
| nuraghe Candiazzu                       | Sant'Antioco         | 39.011°N 8.42671°E   | Mappa | nuraghe non classificato |
| nuraghe Corongiu Murvonis               | Sant'Antioco         | 39.02188°N 8.40196°E | Mappa | nuraghe non classificato |
| nuraghe de Chirigu                      | Sant'Antioco         | 39.02818°N 8.41046°E | Mappa | nuraghe non classificato |
| nuraghe de Gianni Efisi                 | Sant'Antioco         | 39.00761°N 8.39579°E | Mappa | nuraghe non classificato |
| nuraghe de Gruttiacqua                  | Sant'Antioco         | 38.98137°N 8.40969°E | Mappa | nuraghe non classificato |
| nuraghe de su Nonnettu                  | Sant'Antioco         | 39.02567°N 8.3969°E  | Mappa | nuraghe non classificato |
| nuraghe Dessa                           | Sant'Antioco         | 39.02543°N 8.44199°E | Mappa | nuraghe non classificato |
| nuraghe Feminedda                       | Sant'Antioco         | 39.00017°N 8.42819°E | Mappa | nuraghe non classificato |
| nuraghe is Pruinis                      | Sant'Antioco         | 39.04667°N 8.44498°E | Mappa | nuraghe non classificato |
| nuraghe Locci                           | Sant'Antioco         | 38.98057°N 8.42503°E | Mappa | nuraghe non classificato |
| nuraghe Marchiesu                       | Sant'Antioco         | 39.01232°N 8.41569°E | Mappa | nuraghe non classificato |
| nuraghe Montarveddu                     | Sant'Antioco         | 38.97963°N 8.43479°E | Mappa | nuraghe non classificato |
| nuraghe Monte Arbus                     | Sant'Antioco         | 38.97608°N 8.42942°E | Mappa | nuraghe non classificato |
| nuraghe Monte Arbus II                  | Sant'Antioco         | 38.97038°N 8.4261°E  | Mappa | nuraghe non classificato |
| nuraghe Monte s'Orxiu                   | Sant'Antioco         | 38.98993°N 8.42313°E | Mappa | nuraghe non classificato |
| nuraghe Noccus                          | Sant'Antioco         | 39.03515°N 8.40132°E | Mappa | nuraghe non classificato |
| nuraghe Nuraxeddu                       | Sant'Antioco         | 39.01779°N 8.43298°E | Mappa | nuraghe non classificato |
| nuraghe Peppi Orru                      | Sant'Antioco         | 39.03001°N 8.44569°E | Mappa | nuraghe non classificato |
| nuraghe Perda Stufaras                  | Sant'Antioco         | 39.03731°N 8.41611°E | Mappa | nuraghe non classificato |
| nuraghe Perdas de Fogu                  | Sant'Antioco         | 39.02137°N 8.42902°E | Mappa | nuraghe non classificato |
| nuraghe Pruna                           | Sant'Antioco         | 38.99619°N 8.40291°E | Mappa | nuraghe non classificato |
| nuraghe sa Guardia de su Turcu          | Sant'Antioco         | 38.96318°N 8.40653°E | Mappa | nuraghe non classificato |
| nuraghe sa Scrocchita                   | Sant'Antioco         | 39.08876°N 8.4218°E  | Mappa | nuraghe non classificato |
| nuraghe s'Ega de Bomba                  | Sant'Antioco         | 39.01561°N 8.40325°E | Mappa | nuraghe non classificato |
| nuraghe s'Ega de Funtana                | Sant'Antioco         | 39.01782°N 8.42744°E | Mappa | nuraghe non classificato |
| nuraghe s'Ega Marteddu                  | Sant'Antioco         | 39.00209°N 8.44487°E | Mappa | nuraghe non classificato |
| nuraghe Serra de su Parone              | Sant'Antioco         | 39.02542°N 8.40631°E | Mappa | nuraghe non classificato |
| nuraghe Serra Nuarxis                   | Sant'Antioco         | 39.00933°N 8.40707°E | Mappa | nuraghe non classificato |
| nuraghe Serra Nuarxis II                | Sant'Antioco         | 39.01394°N 8.40913°E | Mappa | nuraghe non classificato |
| nuraghe su Cuccu de Bogolatti           | Sant'Antioco         | 39.03361°N 8.40154°E | Mappa | nuraghe non classificato |
| nuraghe su de is Orru                   | Sant'Antioco         | 38.99866°N 8.43991°E | Mappa | nuraghe non classificato |
| nuraghe su Fraizzu                      | Sant'Antioco         | 39.00583°N 8.42712°E | Mappa | nuraghe non classificato |
| nuraghe su Piscinas                     | Sant'Antioco         | 39.01552°N 8.40843°E | Mappa | nuraghe non classificato |
| nuraghe Turri                           | Sant'Antioco         | 38.98744°N 8.4454°E  | Mappa | nuraghe non classificato |
| nuraghe Bruncu Cresia                   | Sardara              | 39.61497°N 8.85072°E | Mappa | nuraghe non classificato |
| nuraghe Bruncu is Olias                 | Selegas              | 39.58941°N 9.10577°E | Mappa | nuraghe non classificato |
| nuraghe Bruncu sa Guardia               | Selegas              | 39.5933°N 9.10679°E  | Mappa | nuraghe non classificato |
| nuraghe Mulloni Mannu                   | Selegas              | 39.60087°N 9.10569°E | Mappa | nuraghe non classificato |
| nuraghe Nuritzi                         | Selegas              | 39.59211°N 9.09519°E | Mappa | nuraghe non classificato |
| nuraghe Pranu Siara                     | Selegas              | 39.57873°N 9.12554°E | Mappa | nuraghe non classificato |
| nuraghe Casaspu                         | Senorbì              | 39.57049°N 9.159°E   | Mappa | nuraghe non classificato |
| nuraghe Cuccuru 'e Cresia               | Senorbì              | 39.56817°N 9.16516°E | Mappa | nuraghe non classificato |
| nuraghe Nuregumini                      | Senorbì              | 39.52703°N 9.15618°E | Mappa | nuraghe non classificato |
| nuraghe Bruncu de is Olias              | Serdiana             | 39.41203°N 9.14088°E | Mappa | nuraghe non classificato |
| nuraghe Cuccuru s'Eremitanu             | Serdiana             | 39.41467°N 9.12071°E | Mappa | nuraghe non classificato |
| nuraghe is Paulis                       | Serdiana             | 39.40447°N 9.1354°E  | Mappa | nuraghe non classificato |
| nuraghe Matzeddus                       | Serdiana             | 39.39415°N 9.13991°E | Mappa | nuraghe non classificato |
| nuraghe Monte sa Frissa                 | Serdiana             | 39.35523°N 9.13623°E | Mappa | nuraghe non classificato |
| nuraghe sa Turr'e Casu                  | Serdiana             | 39.41161°N 9.1474°E  | Mappa | nuraghe non classificato |
| nuraghe Sibiola                         | Serdiana             | 39.36749°N 9.12195°E | Mappa | nuraghe non classificato |
| nuraghe s'Omu 'e s'Orcu                 | Serdiana             | 39.37179°N 9.1495°E  | Mappa | nuraghe non classificato |
| nuraghe su Staini                       | Serdiana             | 39.35093°N 9.12344°E | Mappa | nuraghe non classificato |
| nuraghe Santa Maria di Monserrato       | Serramanna           | 39.43017°N 8.90579°E | Mappa | nuraghe non classificato |
| nuraghe San Sebastiano                  | Serri                | 39.70467°N 9.13682°E | Mappa | nuraghe non classificato |
| nuraghe su Sciusciu                     | Serri                | 39.71874°N 9.1275°E  | Mappa | nuraghe non classificato |
| nuraghe Fondu Corongiu                  | Seui                 | 39.86257°N 9.30476°E | Mappa | nuraghe non classificato |
| nuraghe Salei                           | Seui                 | 39.76487°N 9.3839°E  | Mappa | nuraghe non classificato |
| nuraghe s'Enna s'Omini                  | Seui                 | 39.79598°N 9.35459°E | Mappa | nuraghe non classificato |
| nuraghe s'Ollastu Entosu                | Seui                 | 39.69432°N 9.36822°E | Mappa | nuraghe non classificato |
| nuraghe Santa Barbara                   | Siddi                | 39.67625°N 8.90898°E | Mappa | nuraghe non classificato |
| nuraghe Corte Carroccia                 | Siurgus Donigala     | 39.61849°N 9.17905°E | Mappa | nuraghe non classificato |
| nuraghe Erri                            | Siurgus Donigala     | 39.5869°N 9.18655°E  | Mappa | nuraghe non classificato |
| nuraghe Monte Fruccas                   | Siurgus Donigala     | 39.62556°N 9.18561°E | Mappa | nuraghe non classificato |
| nuraghe Planu Furonis II                | Siurgus Donigala     | 39.61276°N 9.15931°E | Mappa | nuraghe non classificato |
| nuraghe Planu Lazanau                   | Siurgus Donigala     | 39.61369°N 9.16715°E | Mappa | nuraghe non classificato |
| nuraghe Bia                             | Suelli               | 39.58589°N 9.13817°E | Mappa | nuraghe non classificato |
| nuraghe Corru Cottu                     | Suelli               | 39.5422°N 9.11354°E  | Mappa | nuraghe non classificato |
| nuraghe Planu su Teulargiu              | Suelli               | 39.60058°N 9.14783°E | Mappa | nuraghe non classificato |
| nuraghe Ruina Coa                       | Suelli               | 39.59287°N 9.14766°E | Mappa | nuraghe non classificato |
| nuraghe Ruina Xioris                    | Suelli               | 39.57693°N 9.12738°E | Mappa | nuraghe non classificato |
| nuraghe Saccaionis                      | Suelli               | 39.59117°N 9.13772°E | Mappa | nuraghe non classificato |
| nuraghe su Nomini Malu                  | Suelli               | 39.59609°N 9.14249°E | Mappa | nuraghe non classificato |
| nuraghe Albai                           | Teulada              | 38.93338°N 8.71813°E | Mappa | nuraghe non classificato |
| nuraghe Albai I                         | Teulada              | 38.95796°N 8.71782°E | Mappa | nuraghe non classificato |
| nuraghe Albai II                        | Teulada              | 38.95644°N 8.71667°E | Mappa | nuraghe non classificato |
| nuraghe Barussa                         | Teulada              | 38.99585°N 8.64107°E | Mappa | nuraghe non classificato |
| nuraghe Brallisteris                    | Teulada              | 38.91751°N 8.66142°E | Mappa | nuraghe non classificato |
| nuraghe de Crabili                      | Teulada              | 38.91633°N 8.81284°E | Mappa | nuraghe non classificato |
| nuraghe de Mesu                         | Teulada              | 38.94326°N 8.80308°E | Mappa | nuraghe non classificato |
| nuraghe de sa Canna                     | Teulada              | 38.93337°N 8.74402°E | Mappa | nuraghe non classificato |
| nuraghe di Monte Arbus                  | Teulada              | 38.97322°N 8.69403°E | Mappa | nuraghe non classificato |
| nuraghe Domenico                        | Teulada              | 38.93076°N 8.77076°E | Mappa | nuraghe non classificato |
| nuraghe Don Antiogu                     | Teulada              | 38.90736°N 8.65012°E | Mappa | nuraghe non classificato |
| nuraghe Giovanni Matta                  | Teulada              | 38.96051°N 8.73444°E | Mappa | nuraghe non classificato |
| nuraghe is Crabus                       | Teulada              | 38.92968°N 8.79756°E | Mappa | nuraghe non classificato |
| nuraghe is Orbais                       | Teulada              | 38.97844°N 8.81557°E | Mappa | nuraghe non classificato |
| nuraghe Ludu Arrubiu                    | Teulada              | 38.90346°N 8.80133°E | Mappa | nuraghe non classificato |
| nuraghe Ludu Arrubiu II                 | Teulada              | 38.90178°N 8.79461°E | Mappa | nuraghe non classificato |
| nuraghe Maledetta                       | Teulada              | 38.99012°N 8.66509°E | Mappa | nuraghe non classificato |
| nuraghe Malfatano                       | Teulada              | 38.93829°N 8.79723°E | Mappa | nuraghe non classificato |
| nuraghe Mannu                           | Teulada              | 38.973°N 8.64772°E   | Mappa | nuraghe non classificato |
| nuraghe Mannu di Monte Maria            | Teulada              | 38.94996°N 8.82172°E | Mappa | nuraghe non classificato |
| nuraghe Maxinas                         | Teulada              | 38.91661°N 8.66494°E | Mappa | nuraghe non classificato |
| nuraghe Maxinas II                      | Teulada              | 38.92193°N 8.66828°E | Mappa | nuraghe non classificato |
| nuraghe Mondia                          | Teulada              | 38.94102°N 8.80058°E | Mappa | nuraghe non classificato |
| nuraghe Monte Idu I                     | Teulada              | 38.94815°N 8.70916°E | Mappa | nuraghe non classificato |
| nuraghe Monte Idu II                    | Teulada              | 38.94591°N 8.71496°E | Mappa | nuraghe non classificato |
| nuraghe Monte Lapera                    | Teulada              | 38.99215°N 8.79155°E | Mappa | nuraghe non classificato |
| nuraghe Monte s'Ira                     | Teulada              | 39.00194°N 8.65993°E | Mappa | nuraghe non classificato |
| nuraghe Montigieddu                     | Teulada              | 38.9531°N 8.66842°E  | Mappa | nuraghe non classificato |
| nuraghe Orbais                          | Teulada              | 38.94767°N 8.82108°E | Mappa | nuraghe non classificato |
| nuraghe Perda Sarigu                    | Teulada              | 38.99288°N 8.6823°E  | Mappa | nuraghe non classificato |
| nuraghe Pia                             | Teulada              | 38.98961°N 8.70978°E | Mappa | nuraghe non classificato |
| nuraghe Piticu                          | Teulada              | 38.97607°N 8.65669°E | Mappa | nuraghe non classificato |
| nuraghe Punta Medau Carbone             | Teulada              | 38.96851°N 8.68885°E | Mappa | nuraghe non classificato |
| nuraghe Punta sa Ruxi                   | Teulada              | 38.91942°N 8.79664°E | Mappa | nuraghe non classificato |
| nuraghe Punta su Putzu                  | Teulada              | 38.90836°N 8.81408°E | Mappa | nuraghe non classificato |
| nuraghe sa Patera                       | Teulada              | 39.02081°N 8.68792°E | Mappa | nuraghe non classificato |
| nuraghe sa Tuaredda                     | Teulada              | 38.89572°N 8.81579°E | Mappa | nuraghe non classificato |
| nuraghe Sant'Isidoro                    | Teulada              | 38.95711°N 8.7223°E  | Mappa | nuraghe non classificato |
| nuraghe Sardori                         | Teulada              | 38.94416°N 8.74578°E | Mappa | nuraghe non classificato |
| nuraghe Sisinni Acca                    | Teulada              | 38.94316°N 8.8058°E  | Mappa | nuraghe non classificato |
| nuraghe su Montixeddu                   | Teulada              | 39.02052°N 8.65946°E | Mappa | nuraghe non classificato |
| nuraghe su Muru de is Casiddus          | Teulada              | 39.03031°N 8.68816°E | Mappa | nuraghe non classificato |
| nuraghe su Pizzu Arrubiu                | Teulada              | 39.01907°N 8.6655°E  | Mappa | nuraghe non classificato |
| nuraghe su Zippiri                      | Teulada              | 38.96856°N 8.82353°E | Mappa | nuraghe non classificato |
| nuraghe Turritta                        | Teulada              | 38.90676°N 8.61012°E | Mappa | nuraghe non classificato |
| nuraghe Zafferano                       | Teulada              | 38.90462°N 8.64149°E | Mappa | nuraghe non classificato |
| nuraghe Ziu Giuanneddu                  | Teulada              | 38.95705°N 8.82222°E | Mappa | nuraghe non classificato |
| nuraghe Barcilis                        | Tratalias            | 39.11747°N 8.56119°E | Mappa | nuraghe non classificato |
| nuraghe Caboniscus                      | Tratalias            | 39.12745°N 8.54662°E | Mappa | nuraghe non classificato |
| nuraghe Carroccia II                    | Tratalias            | 39.1208°N 8.55955°E  | Mappa | nuraghe non classificato |
| nuraghe Craminalana                     | Tratalias            | 39.11901°N 8.5375°E  | Mappa | nuraghe non classificato |
| nuraghe de Carrogu                      | Tratalias            | 39.10235°N 8.59224°E | Mappa | nuraghe non classificato |
| nuraghe De Crabu                        | Tratalias            | 39.12741°N 8.61065°E | Mappa | nuraghe non classificato |
| nuraghe Frassu                          | Tratalias            | 39.12733°N 8.61452°E | Mappa | nuraghe non classificato |
| nuraghe Marracoisi                      | Tratalias            | 39.12994°N 8.56948°E | Mappa | nuraghe non classificato |
| nuraghe Monte Ennazza                   | Tratalias            | 39.10585°N 8.59715°E | Mappa | nuraghe non classificato |
| nuraghe Monte Prano                     | Tratalias            | 39.0962°N 8.59458°E  | Mappa | nuraghe non classificato |
| nuraghe Pannanges                       | Tratalias            | 39.10936°N 8.56261°E | Mappa | nuraghe non classificato |
| nuraghe Pertiazzedda                    | Tratalias            | 39.10299°N 8.55608°E | Mappa | nuraghe non classificato |
| nuraghe Pertiazzedda II                 | Tratalias            | 39.10571°N 8.56059°E | Mappa | nuraghe non classificato |
| nuraghe Pizzo Bianco                    | Tratalias            | 39.12934°N 8.54013°E | Mappa | nuraghe non classificato |
| nuraghe Plano Crobu                     | Tratalias            | 39.09598°N 8.59411°E | Mappa | nuraghe non classificato |
| nuraghe Porceddus                       | Tratalias            | 39.12779°N 8.55276°E | Mappa | nuraghe non classificato |
| nuraghe Senzu                           | Tratalias            | 39.09177°N 8.58936°E | Mappa | nuraghe non classificato |
| nuraghe Senzu II                        | Tratalias            | 39.0913°N 8.59446°E  | Mappa | nuraghe non classificato |
| nuraghe su Molinu                       | Tratalias            | 39.09504°N 8.58601°E | Mappa | nuraghe non classificato |
| nuraghe Tronu                           | Tratalias            | 39.13168°N 8.60949°E | Mappa | nuraghe non classificato |
| nuraghe Tulni                           | Tratalias            | 39.08502°N 8.63232°E | Mappa | nuraghe non classificato |
| nuraghe Tuvu Mannu                      | Tratalias            | 39.14537°N 8.57914°E | Mappa | nuraghe non classificato |
| nuraghe Zinnibiri                       | Tratalias            | 39.13153°N 8.57705°E | Mappa | nuraghe non classificato |
| nuraghe Bruncu Montiaru                 | Tuili                | 39.68526°N 8.94703°E | Mappa | nuraghe non classificato |
| nuraghe s'Uraxi                         | Tuili                | 39.73085°N 8.96002°E | Mappa | nuraghe non classificato |
| nuraghe Meloni                          | Villamassargia       | 39.25184°N 8.69708°E | Mappa | nuraghe non classificato |
| nuraghe Monte Scorra                    | Villamassargia       | 39.22913°N 8.6771°E  | Mappa | nuraghe non classificato |
| nuraghe Tiriccu                         | Villanova Tulo       | 39.77701°N 9.21922°E | Mappa | nuraghe non classificato |
| nuraghe Baccu Nara Paulis               | Villanovafranca      | 39.62497°N 8.99962°E | Mappa | nuraghe non classificato |
| nuraghe Sergai                          | Villanovafranca      | 39.66158°N 9.02551°E | Mappa | nuraghe non classificato |
| nuraghe Bau di Marchiana                | Villaperuccio        | 39.0911°N 8.64011°E  | Mappa | nuraghe non classificato |
| nuraghe Conchiledda                     | Villaperuccio        | 39.13561°N 8.65534°E | Mappa | nuraghe non classificato |
| nuraghe Cristu                          | Villaperuccio        | 39.11542°N 8.65231°E | Mappa | nuraghe non classificato |
| nuraghe de is Animas                    | Villaperuccio        | 39.12696°N 8.67676°E | Mappa | nuraghe non classificato |
| nuraghe de is Paras                     | Villaperuccio        | 39.09705°N 8.64399°E | Mappa | nuraghe non classificato |
| nuraghe de Magai                        | Villaperuccio        | 39.10511°N 8.61176°E | Mappa | nuraghe non classificato |
| nuraghe de s'Angioni                    | Villaperuccio        | 39.13189°N 8.66299°E | Mappa | nuraghe non classificato |
| nuraghe de su Sparau                    | Villaperuccio        | 39.11673°N 8.63621°E | Mappa | nuraghe non classificato |
| nuraghe is Caus                         | Villaperuccio        | 39.11797°N 8.68204°E | Mappa | nuraghe non classificato |
| nuraghe is Grazias                      | Villaperuccio        | 39.11514°N 8.65683°E | Mappa | nuraghe non classificato |
| nuraghe is Mattas                       | Villaperuccio        | 39.12494°N 8.67024°E | Mappa | nuraghe non classificato |
| nuraghe is Melonis                      | Villaperuccio        | 39.11916°N 8.66729°E | Mappa | nuraghe non classificato |
| nuraghe is Murronis                     | Villaperuccio        | 39.12364°N 8.66572°E | Mappa | nuraghe non classificato |
| nuraghe is Pintus                       | Villaperuccio        | 39.12291°N 8.64526°E | Mappa | nuraghe non classificato |
| nuraghe is Pireddas                     | Villaperuccio        | 39.10464°N 8.68378°E | Mappa | nuraghe non classificato |
| nuraghe is Stera                        | Villaperuccio        | 39.11263°N 8.6824°E  | Mappa | nuraghe non classificato |
| nuraghe is Tirongias                    | Villaperuccio        | 39.12578°N 8.63383°E | Mappa | nuraghe non classificato |
| nuraghe Luisu Impera                    | Villaperuccio        | 39.12434°N 8.69931°E | Mappa | nuraghe non classificato |
| nuraghe Manigas                         | Villaperuccio        | 39.11915°N 8.65923°E | Mappa | nuraghe non classificato |
| nuraghe Marchiana                       | Villaperuccio        | 39.09358°N 8.63868°E | Mappa | nuraghe non classificato |
| nuraghe Merareddu                       | Villaperuccio        | 39.113°N 8.64642°E   | Mappa | nuraghe non classificato |
| nuraghe Merareddu II                    | Villaperuccio        | 39.11184°N 8.64428°E | Mappa | nuraghe non classificato |
| nuraghe Montessu                        | Villaperuccio        | 39.13386°N 8.66906°E | Mappa | nuraghe non classificato |
| nuraghe Niedda                          | Villaperuccio        | 39.10591°N 8.66379°E | Mappa | nuraghe non classificato |
| nuraghe Perde Fogu                      | Villaperuccio        | 39.11621°N 8.64368°E | Mappa | nuraghe non classificato |
| nuraghe Pintus                          | Villaperuccio        | 39.131°N 8.6472°E    | Mappa | nuraghe non classificato |
| nuraghe Punta Agostino                  | Villaperuccio        | 39.13085°N 8.63143°E | Mappa | nuraghe non classificato |
| nuraghe s'Arriorgiu                     | Villaperuccio        | 39.11051°N 8.67178°E | Mappa | nuraghe non classificato |
| nuraghe Sedda Braccaxius                | Villaperuccio        | 39.12487°N 8.68883°E | Mappa | nuraghe non classificato |
| nuraghe Serra de Mesu                   | Villaperuccio        | 39.11684°N 8.62999°E | Mappa | nuraghe non classificato |
| nuraghe Serra sa Perda                  | Villaperuccio        | 39.11084°N 8.64327°E | Mappa | nuraghe non classificato |
| nuraghe Serr'e Tepuis                   | Villaperuccio        | 39.11866°N 8.64575°E | Mappa | nuraghe non classificato |
| nuraghe Serr'e Trigus                   | Villaperuccio        | 39.12076°N 8.63483°E | Mappa | nuraghe non classificato |
| nuraghe Sessini                         | Villaperuccio        | 39.12946°N 8.61887°E | Mappa | nuraghe non classificato |
| nuraghe su Sindigu                      | Villaperuccio        | 39.11826°N 8.61393°E | Mappa | nuraghe non classificato |
| nuraghe Bracconi                        | Villaputzu           | 39.50741°N 9.59801°E | Mappa | nuraghe non classificato |
| nuraghe Bruncu Perda Bianca             | Villaputzu           | 39.46217°N 9.57645°E | Mappa | nuraghe non classificato |
| nuraghe Crabili su Campu                | Villaputzu           | 39.46739°N 9.60976°E | Mappa | nuraghe non classificato |
| nuraghe Cresia                          | Villaputzu           | 39.57456°N 9.49813°E | Mappa | nuraghe non classificato |
| nuraghe Cresia                          | Villaputzu           | 39.61016°N 9.51416°E | Mappa | nuraghe non classificato |
| nuraghe Mannu                           | Villaputzu           | 39.53005°N 9.54718°E | Mappa | nuraghe non classificato |
| nuraghe Molas                           | Villaputzu           | 39.54675°N 9.61784°E | Mappa | nuraghe non classificato |
| nuraghe Moros                           | Villaputzu           | 39.55003°N 9.6492°E  | Mappa | nuraghe non classificato |
| nuraghe Murvia                          | Villaputzu           | 39.54505°N 9.60716°E | Mappa | nuraghe non classificato |
| nuraghe Nurresu                         | Villaputzu           | 39.56664°N 9.59462°E | Mappa | nuraghe non classificato |
| nuraghe Perdu Seguru                    | Villaputzu           | 39.56387°N 9.47145°E | Mappa | nuraghe non classificato |
| nuraghe Simoneddu                       | Villaputzu           | 39.49453°N 9.62398°E | Mappa | nuraghe non classificato |
| nuraghe su Franzesu                     | Villaputzu           | 39.47941°N 9.64035°E | Mappa | nuraghe non classificato |
| nuraghe Uluedu                          | Villaputzu           | 39.56477°N 9.57957°E | Mappa | nuraghe non classificato |
| nuraghe Currulia                        | Villasalto           | 39.50885°N 9.42343°E | Mappa | nuraghe non classificato |
| nuraghe Pala Perdixi                    | Villasalto           | 39.44176°N 9.36924°E | Mappa | nuraghe non classificato |
| nuraghe Pranu Scandariu                 | Villasalto           | 39.49932°N 9.36543°E | Mappa | nuraghe non classificato |
| nuraghe Serra Madau                     | Villasalto           | 39.47843°N 9.45397°E | Mappa | nuraghe non classificato |
| nuraghe Serra Madau II                  | Villasalto           | 39.48232°N 9.45743°E | Mappa | nuraghe non classificato |
| nuraghe Accu is Traias                  | Villasimius          | 39.13267°N 9.53076°E | Mappa | nuraghe non classificato |
| nuraghe Accu sa Pira                    | Villasimius          | 39.13759°N 9.50892°E | Mappa | nuraghe non classificato |
| nuraghe Baccu 'e Gattus                 | Villasimius          | 39.14998°N 9.52892°E | Mappa | nuraghe non classificato |
| nuraghe Campulongu                      | Villasimius          | 39.13488°N 9.51179°E | Mappa | nuraghe non classificato |
| nuraghe Cixilianu                       | Villasimius          | 39.15114°N 9.48809°E | Mappa | nuraghe non classificato |
| nuraghe Cruccuris                       | Villasimius          | 39.14359°N 9.48547°E | Mappa | nuraghe non classificato |
| nuraghe Cuccureddus I                   | Villasimius          | 39.13367°N 9.49317°E | Mappa | nuraghe non classificato |
| nuraghe Cuccureddus II                  | Villasimius          | 39.13633°N 9.49706°E | Mappa | nuraghe non classificato |
| nuraghe Giardoni                        | Villasimius          | 39.14113°N 9.48393°E | Mappa | nuraghe non classificato |
| nuraghe Molentis                        | Villasimius          | 39.1363°N 9.55575°E  | Mappa | nuraghe non classificato |
| nuraghe s'Argalla I                     | Villasimius          | 39.13636°N 9.51769°E | Mappa | nuraghe non classificato |
| nuraghe s'Argalla II                    | Villasimius          | 39.13779°N 9.515°E   | Mappa | nuraghe non classificato |
| nuraghe Carronca Simoi II               | Villasor             | 39.39644°N 8.80584°E | Mappa | nuraghe non classificato |
| nuraghe sa Matta de s'Ollastu           | Villasor             | 39.40644°N 8.81718°E | Mappa | nuraghe non classificato |
| nuraghe Manago                          | Arbus                | 39.4695°N 8.38773°E  | Mappa | protonuraghe             |
| nuraghe de su Gattu                     | Burcei               | 39.32345°N 9.44311°E | Mappa | protonuraghe             |
| nuraghe Laccus                          | Castiadas            | 39.19382°N 9.5389°E  | Mappa | protonuraghe             |
| nuraghe Monte s'Ollastinu               | Castiadas            | 39.18899°N 9.55619°E | Mappa | protonuraghe             |
| nuraghe Sabadi                          | Castiadas            | 39.26579°N 9.4982°E  | Mappa | protonuraghe             |
| nuraghe Domu s'Orcu                     | Donori               | 39.45971°N 9.11404°E | Mappa | protonuraghe             |
| nuraghe s'Oreri                         | Fluminimaggiore      | 39.44532°N 8.45837°E | Mappa | protonuraghe             |
| nuraghe Bruncu su Sensu                 | Furtei               | 39.56672°N 8.95941°E | Mappa | protonuraghe             |
| nuraghe Bruncu su Sensu II              | Furtei               | 39.55298°N 8.94316°E | Mappa | protonuraghe             |
| nuraghe Campu Braxiu                    | Furtei               | 39.53589°N 8.97537°E | Mappa | protonuraghe             |
| nuraghe Bruncu Madui                    | Gesturi              | 39.73108°N 8.99795°E | Mappa | protonuraghe             |
| nuraghe Corona Maria                    | Gonnesa              | 39.24326°N 8.44639°E | Mappa | protonuraghe             |
| nuraghe is Bangius                      | Gonnesa              | 39.22675°N 8.42576°E | Mappa | protonuraghe             |
| nuraghe Conca Casteddu                  | Gonnosfanadiga       | 39.51135°N 8.61979°E | Mappa | protonuraghe             |
| nuraghe Serra Maletza                   | Gonnosfanadiga       | 39.49132°N 8.6507°E  | Mappa | protonuraghe             |
| nuraghe Togoro                          | Gonnosfanadiga       | 39.45995°N 8.59826°E | Mappa | protonuraghe             |
| nuraghe is Paulis                       | Guasila              | 39.54674°N 9.01472°E | Mappa | protonuraghe             |
| nuraghe sa Narba                        | Isili                | 39.7823°N 9.1124°E   | Mappa | protonuraghe             |
| nuraghe Santu Marcu                     | Monastir             | 39.39164°N 9.06136°E | Mappa | protonuraghe             |
| nuraghe Monte Atzei                     | Narcao               | 39.17522°N 8.68175°E | Mappa | protonuraghe             |
| nuraghe Olia                            | Nurallao             | 39.80671°N 9.08444°E | Mappa | protonuraghe             |
| nuraghe sa Corona                       | Nuraminis            | 39.47035°N 9.01266°E | Mappa | protonuraghe             |
| nuraghe Corongiu Maria                  | Nurri                | 39.71853°N 9.26379°E | Mappa | protonuraghe             |
| nuraghe Sedda Bintirissos               | Nurri                | 39.71279°N 9.27692°E | Mappa | protonuraghe             |
| nuraghe Tannara                         | Nurri                | 39.72421°N 9.16553°E | Mappa | protonuraghe             |
| nuraghe Sarbassei                       | Sadali               | 39.78378°N 9.26091°E | Mappa | protonuraghe             |
| nuraghe Argiddas                        | Samassi              | 39.50398°N 8.87873°E | Mappa | protonuraghe             |
| nuraghe Bruncu s'Arruda                 | Samatzai             | 39.50934°N 9.01312°E | Mappa | protonuraghe             |
| nuraghe Coa Margine                     | Samatzai             | 39.47716°N 9.00823°E | Mappa | protonuraghe             |
| nuraghe Pranu Todde                     | Samatzai             | 39.51834°N 9.01803°E | Mappa | protonuraghe             |
| nuraghe su Curruncu                     | Samatzai             | 39.45949°N 9.0893°E  | Mappa | protonuraghe             |
| nuraghe Arriu Abis                      | San Sperate          | 39.36237°N 9.02775°E | Mappa | protonuraghe             |
| nuraghe Corte Pisanu                    | San Sperate          | 39.34462°N 9.04125°E | Mappa | protonuraghe             |
| nuraghe sa Nuxedda                      | San Sperate          | 39.34635°N 9.01637°E | Mappa | protonuraghe             |
| nuraghe Cuile Vargiolu                  | San Vito             | 39.53114°N 9.57168°E | Mappa | protonuraghe             |
| nuraghe Diana                           | Santadi              | 39.09105°N 8.68921°E | Mappa | protonuraghe             |
| nuraghe Genna su Carru                  | Serrenti             | 39.49703°N 9.01163°E | Mappa | protonuraghe             |
| nuraghe Monte Mannu                     | Serrenti             | 39.51556°N 8.96238°E | Mappa | protonuraghe             |
| nuraghe Monti Acutzu                    | Serrenti             | 39.51853°N 8.99584°E | Mappa | protonuraghe             |
| nuraghe Monti Atziaddei                 | Serrenti             | 39.4905°N 8.99118°E  | Mappa | protonuraghe             |
| nuraghe Monti de su Marchesu            | Serrenti             | 39.5172°N 9.00881°E  | Mappa | protonuraghe             |
| nuraghe Monti Ibera                     | Serrenti             | 39.50357°N 8.97936°E | Mappa | protonuraghe             |
| nuraghe Monti Porceddu                  | Serrenti             | 39.52762°N 8.98467°E | Mappa | protonuraghe             |
| nuraghe Faurras                         | Villamar             | 39.60297°N 8.93357°E | Mappa | protonuraghe             |
| nuraghe Trattasi                        | Villanovafranca      | 39.65601°N 9.01999°E | Mappa | protonuraghe             |
| nuraghe Baccu Biancu                    | Villaputzu           | 39.44984°N 9.59439°E | Mappa | protonuraghe             |
| nuraghe Cuileddu                        | Villaputzu           | 39.54639°N 9.573°E   | Mappa | protonuraghe             |
| nuraghe Cuili Agus                      | Villaputzu           | 39.45024°N 9.56431°E | Mappa | protonuraghe             |
| nuraghe Cuili Gureu                     | Villaputzu           | 39.45282°N 9.56491°E | Mappa | protonuraghe             |
| nuraghe Curreli                         | Villaputzu           | 39.55413°N 9.58736°E | Mappa | protonuraghe             |
| nuraghe Marcialis I                     | Villaputzu           | 39.55202°N 9.57941°E | Mappa | protonuraghe             |
| nuraghe Marcialis II                    | Villaputzu           | 39.55181°N 9.57911°E | Mappa | protonuraghe             |
| nuraghe Perda su Crobu                  | Villaputzu           | 39.44244°N 9.59122°E | Mappa | protonuraghe             |
| nuraghe Perdas Squaddus                 | Villaputzu           | 39.46105°N 9.62068°E | Mappa | protonuraghe             |
| nuraghe Santa Maria su Claru            | Villaputzu           | 39.52481°N 9.60714°E | Mappa | protonuraghe             |